# Oberschlesien

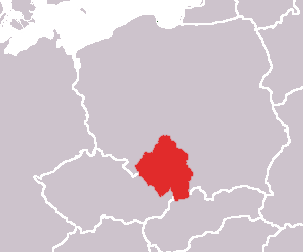
Lage Oberschlesiens

Oberschlesien (deutscher schlesischer Dialekt: Aeberschläsing oder Oberschläsing, polnisch: Górny Śląsk, polnischer oberschlesischer Dialekt: Gōrny Ślōnsk, tschechisch: Horní Slezsko) ist der südöstliche Teil der historischen Region Schlesien, der seit 1945 größtenteils zu Polen (in der Woiwodschaft Opole und der Woiwodschaft Schlesien) gehört. Der Süd- und Südwestteil des bis 1918 bei Österreich verbliebenen Österreichisch-Schlesien gehört hingegen zu Tschechien (in der Mährisch-Schlesischen Region).
Als historische Hauptstadt Oberschlesiens gilt die Stadt Oppeln. Im östlichen Teil Oberschlesiens erstreckt sich das weiträumige oberschlesische Industriegebiet mit dem Zentrum Kattowitz, zugleich die bevölkerungsreichste Stadt Oberschlesiens.

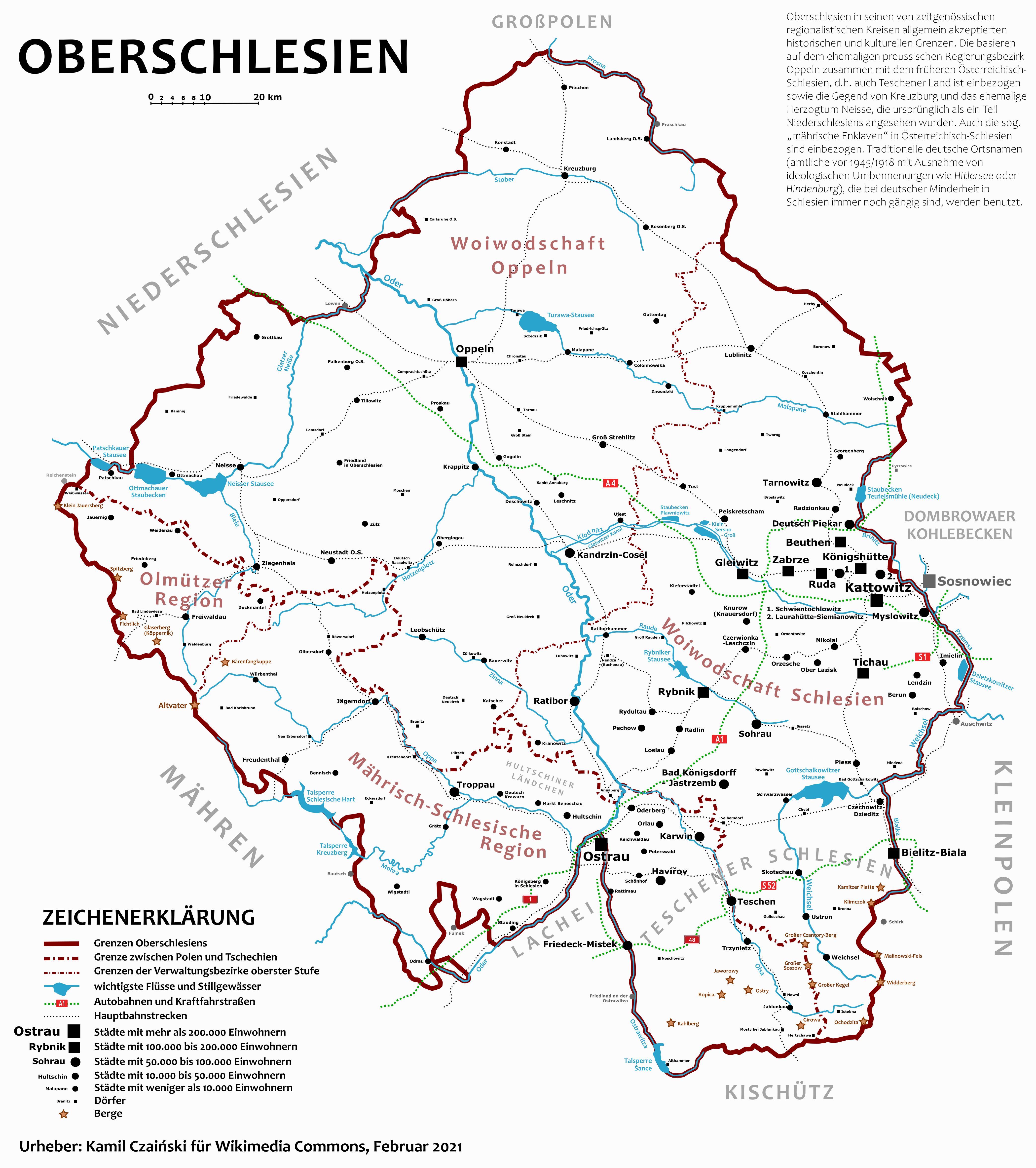
Karte von Oberschlesien

Generische Darstellung des Wappens von Oberschlesien

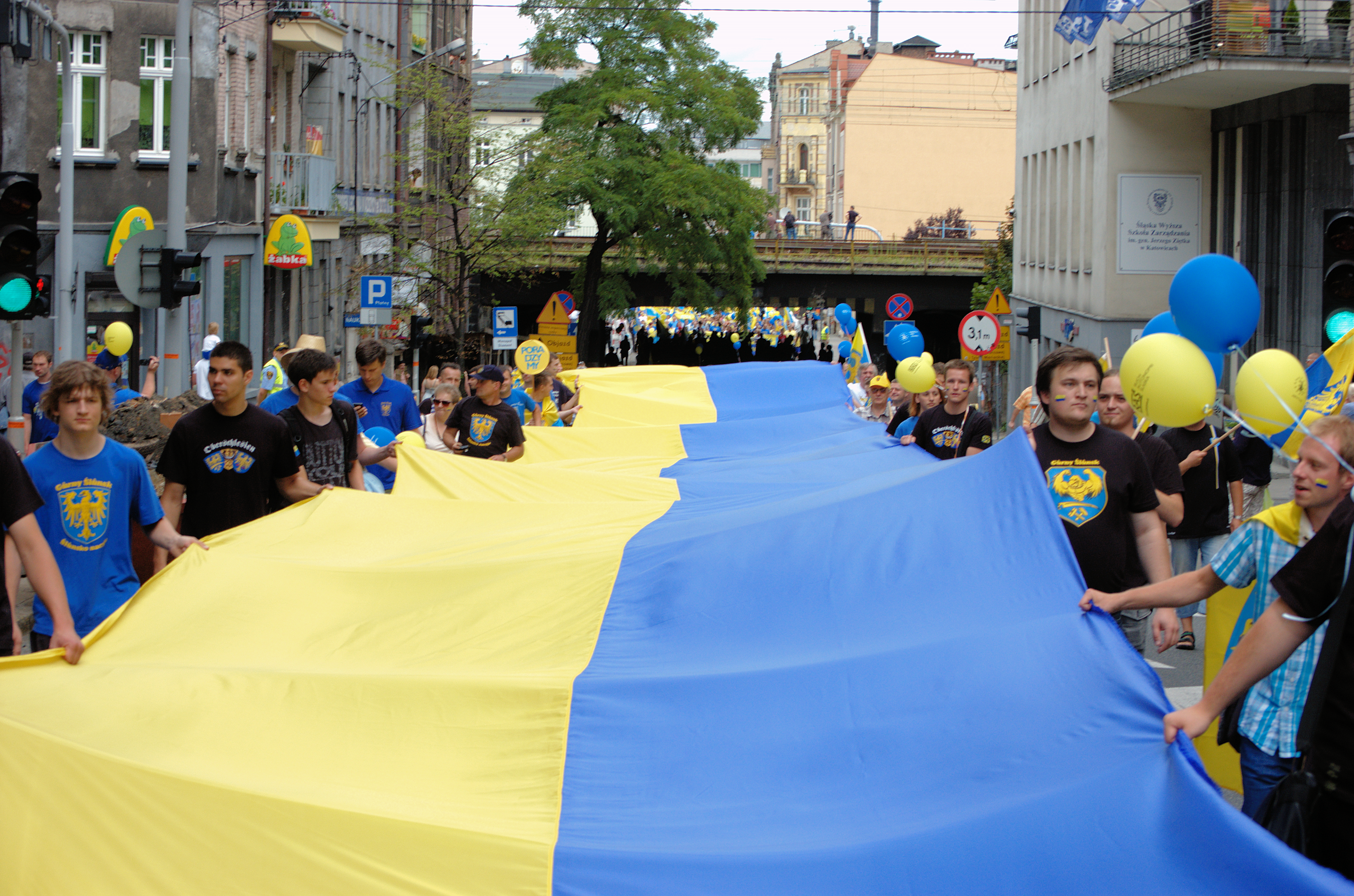
Flagge Oberschlesiens

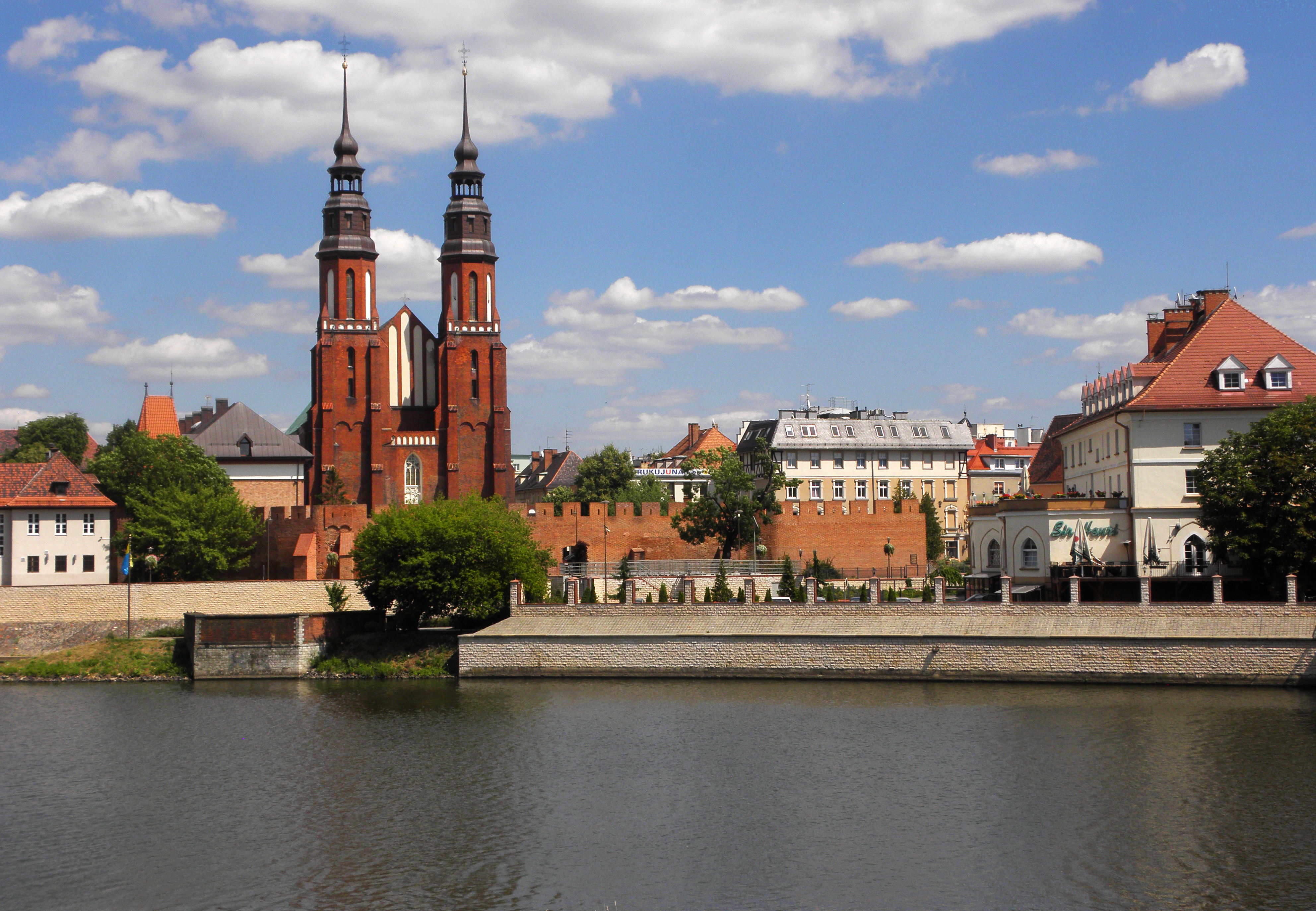
Oppeln mit Oder

Oberschlesien 1905

## Politikhistorischer Überblick
Im frühen Mittelalter gehörte Oberschlesien, dessen ursprüngliche Bevölkerung westslawischer Abstammung war, zum Einflussgebiet des Mährerreiches. Nach dessen Untergang 907 n. Chr. beanspruchten abwechselnd polnische und böhmische Herrscher die Region für sich. Mit der Grenzziehung entlang des Sudetengebirges wurde Oberschlesien im Zuge des Vertrages von Glatz 1137 endgültig Teil des Königreichs Polen.

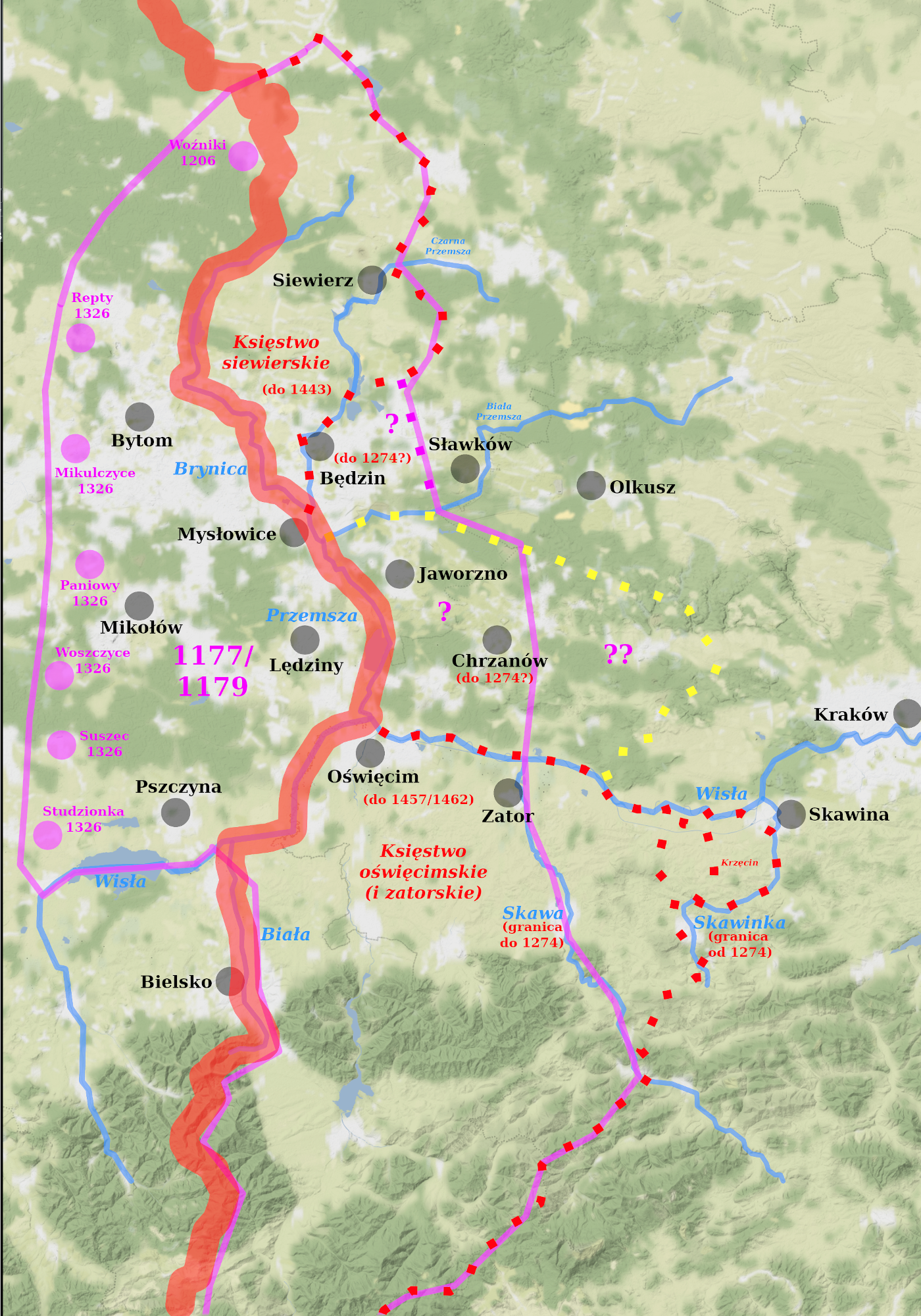
Schlesisch-kleinpolnischer Grenzbereich – die dicke rote Linie: die im 15. Jahrhundert etablierte Grenze

Im schlesisch-kleinpolnischen Grenzbereich wurde 1177 oder 1179 Bytom (Beuthen) mit Siewierz sowie Oświęcim (Auschwitz) mit Pszczyna (Pless) vom damaligen Senior Kasimir II. „den Gerechten“ dem Ratiborer Herzog Mieszko I. „Kreuzbein“ übertragen, der es politisch an Schlesien inkorporierte. Aus dieser Zeit rührte die bis 1821 bestehende Zugehörigkeit des Gebiets der zwei Dekanate von Bytom und Pszczyna zum Bistum Krakau.
Mit dem Vertrag von Trentschin 1335 wurde die Region durch die Abkehr der Schlesischen Piasten vom Königreich Polen in das Königreich Böhmen inkorporiert. Mit dem Vertrag von Namslau 1348 wurde Schlesien Teil des Heiligen Römischen Reiches Deutscher Nation.
Im 15. Jahrhundert übernahm Oberschlesien das Herzogtum Siewierz von Krakauer Bischöfen und das Herzogtum Auschwitz von der zweiten polnischen Königsdynastie der Jagiellonen. Schrittweise wurde das Herzogtum Troppau nicht mehr als Teil Mährens betrachtet, sondern als Teil Oberschlesiens, als im späten 15. Jahrhundert erstmals die Bezeichnung Silesia Superior bzw. Oberschlesien auftauchte, gleichzeitig mit der Gründung einiger überregionaler Institutionen vom ungarischen König Matthias Corvinus, der den östlichen Teil Schlesiens eroberte und seine Konsolidierung anstrebte.
Nach dem Tod des böhmischen Königs Ludwig II. 1526 gelangte die böhmische Königswürde an den Habsburger Ferdinand I. Die Habsburger waren als Könige von Böhmen bis 1742 Landesherren und zugleich Herzöge von Oberschlesien. Nach dem Ersten Schlesischen Krieg 1742 fiel der Großteil der Region an das Königreich Preußen. 1815 wurde für ganz Schlesien die preußische Provinz Schlesien eingerichtet. Ein kleinerer Teil verblieb als Österreichisch-Schlesien unter der Herrschaft der Habsburger. 1815 bis 1866 gehörte Oberschlesien zum Deutschen Bund und ab 1871 zum Deutschen Reich.
Im Jahr 1919 wurde Oberschlesien in der zum Freistaat Preußen gehörenden Provinz Oberschlesien reorganisiert. Sprachlich war Oberschlesien jahrhundertelang ein Mischgebiet. Am Vorabend des Ersten Weltkrieges führten laut der amtlichen Volkszählungen im deutschen Teil 45 % und im österreichischen Teil 43 % der Bevölkerung Deutsch als ihre Muttersprache an. Aufgrund des Versailler Vertrags und der Wiedererlangung der polnischen Unabhängigkeit kam es 1921 zu einer Volksabstimmung über die Gebietszugehörigkeit in Teilen Oberschlesiens, während derer das Gebiet der Kontrolle einer Interalliierten Regierungs- und Plebiszitskommission unterstellt wurde. Auf das gesamte Abstimmungsgebiet gerechnet stimmten 59,6 % der Bevölkerung für den Verbleib beim Deutschen Reich, mit jedoch ganz erheblichen lokalen Abweichungen. Da die Ergebnisse gemeindeweise zu betrachten waren, wurde Oberschlesien geteilt. Die Zeit vor und während des Plebiszits war von bürgerkriegsähnlichen Auseinandersetzungen geprägt, die später als Aufstände in Oberschlesien bezeichnet wurden. Das im Süden Oberschlesiens gelegene Hultschiner Ländchen kam ohne Volksabstimmung zur neu gegründeten Tschechoslowakei. Der Großteil des oberschlesischen Industriegebietes kam zur Zweiten Polnischen Republik und wurde dort ab 1920 in der Autonomen Woiwodschaft Schlesien reorganisiert, zu der auch der polnische Teil des Teschener Schlesiens zählte. In Deutschland wurde der polnische Teil Oberschlesiens Ostoberschlesien, manchmal auch Polnisch Oberschlesien, genannt.
Der flächen- sowie bevölkerungsmäßig größte Teil Oberschlesiens verblieb jedoch beim Deutschen Reich. Im Rahmen der Westverschiebung Polens nach Ende des Zweiten Weltkriegs wurden im Jahr 1945 die deutschen Gebiete östlich der Oder-Neiße-Linie der Volksrepublik Polen übertragen und als neue Woiwodschaft Schlesien administrativ organisiert. Im Jahr 1950 wurde die Woiwodschaft Opole ausgegliedert und das verbliebene Gebiet in Woiwodschaft Katowice umbenannt.
Heute stellt Oberschlesien die bevölkerungsreichste Region innerhalb der 1989 etablierten Republik Polen dar. 1990 erkannte die Bundesrepublik Deutschland nach der Wiedervereinigung im Zwei-plus-Vier-Vertrag die Oder-Neiße-Grenze und somit die Zugehörigkeit Oberschlesiens zu Polen an.

## Geografie
Durch unterschiedliche geopolitische Ereignisse und die Erbteilung unter den Piasten, dem früheren polnischen Herrschergeschlecht, war Schlesien wie viele Regionen Europas in verschiedene Herrschaftsgebiete zersplittert. Ohne dass eine offizielle Zweiteilung bestanden hätte, hatte sich für den Nordwesten mit 16 Herzog- und Fürstentümern die Bezeichnung Niederschlesien eingebürgert, für den Südosten mit acht Herzog- und Fürstentümern die Bezeichnung Oberschlesien. Beide umfassten darüber hinaus noch ein paar kleinere Herrschaften.
Bevor im 19. Jahrhundert die Verwaltungsstrukturen gestrafft wurden, hatte Oberschlesien die Herzog- und Fürstentümer Teschen (Księstwo cieszyńskie/Těšínské knížectví), Troppau (Knížectví opavské), Jägerndorf (Krnovské knížectví), Oppeln (Księstwo opolskie), Ratibor (Księstwo raciborskie/Ratibořské knížectví), Bielitz (Księstwo bielskie), Pleß (Księstwo pszczyńskie) und Beuthen (Księstwo bytomskie) umfasst.
Als historische Landschaft grenzt Oberschlesien an die historischen Landschaften Niederschlesiens im Nordwesten, Großpolen im Norden, Kleinpolen im Osten und Mähren im Süden.
Die preußische Provinz Oberschlesien und die 1922 davon abgetrennte Autonome Woiwodschaft Schlesien grenzten an die preußische Provinz Niederschlesien, an die Woiwodschaft Posen (zuvor preußische Provinz Posen), die Woiwodschaft Lodsch, die Woiwodschaft Kielce und die Woiwodschaft Krakau, sowie das tschechoslowakische Land Schlesien, das 1928 mit dem Land Mähren zum Land Mähren-Schlesien vereinigt wurde.
Die heutigen Woiwodschaften Schlesien und Oppeln, die die ehemalige preußische Provinz umfassen, allerdings nach Westen und Osten darüber hinausgehen, grenzen an die Woiwodschaften Niederschlesien, Großpolen, Lodsch, Heiligkreuz und Kleinpolen, sowie an das Mährisch-Schlesische Land und das Olmützer Land.
Bedeutende Flüsse Oberschlesiens sind u. a. die Weichsel, die Oder, die Olsa, die Mała Panew (Malapane), die Glatzer Neiße, die Oppa, die Ruda (Raude) und die Klodnitz.
Die höchste Erhebung der beiden oberschlesischen Woiwodschaften in Polen ist der 1220 m hohe Widderberg (Barania Góra) im Beskidengebirge (Beskidy). Der höchste Berg im tschechischen Teil Schlesiens ist der 1491 m hohe Altvater (Praděd) im Altvatergebirge (Hrubý Jeseník).

### Administrative Zugehörigkeit

Entwicklung der Grenzen der Woiwodschaft Schlesien bzw. Katowice

Administrativ gehört Oberschlesien, das heute keine politische Einheit bildet, im Westen zur Woiwodschaft Oppeln, im Osten zur Woiwodschaft Schlesien, im Süden zum Mährisch-Schlesischen Land und ein kleiner Teil im Südwesten zum Olmützer Land.

### Städte
Zu den oberschlesischen Orten mit mehr als 100.000 Einwohnern zählen Katowice (Kattowitz), Gliwice (Gleiwitz), Zabrze (Hindenburg O.S.), Bytom (Beuthen), Ruda Śląska (Ruda), Rybnik, Tychy (Tichau), Opole (Oppeln), Chorzów (Königshütte) in Polen und Ostrava (Ostrau) in Tschechien.

## Geschichte

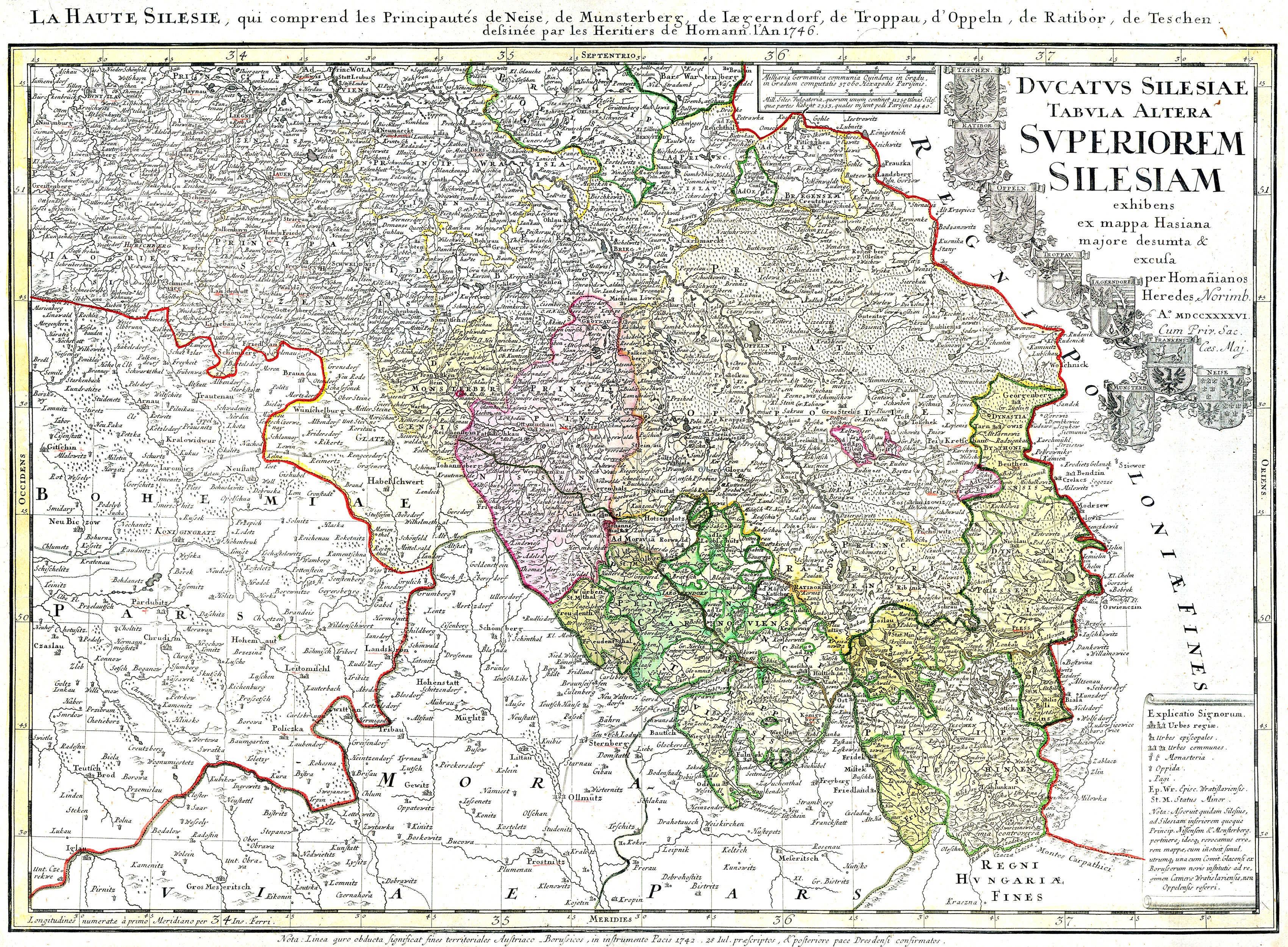
Oberschlesien 1746

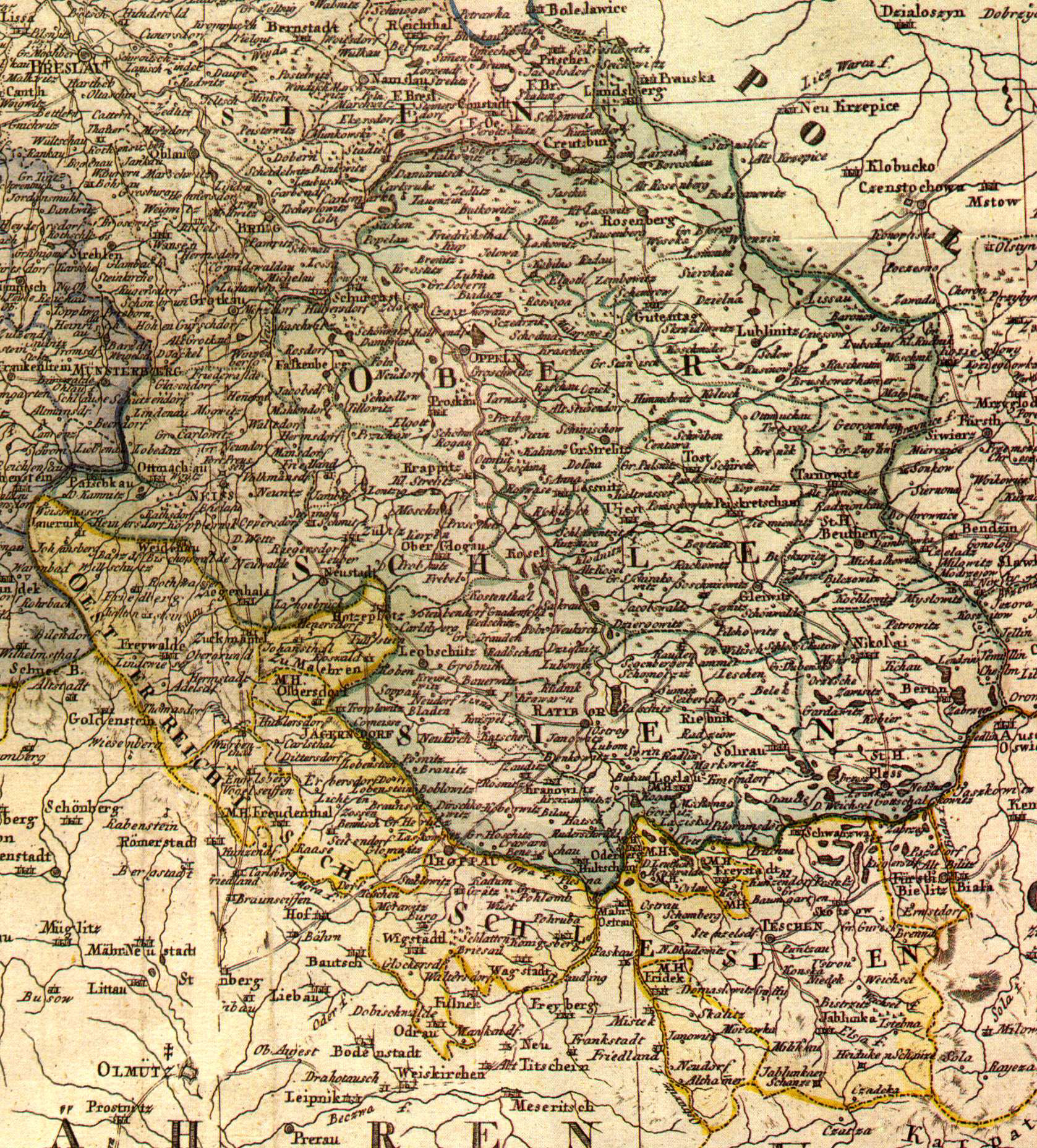
Regierungsbezirk Oppeln 1818

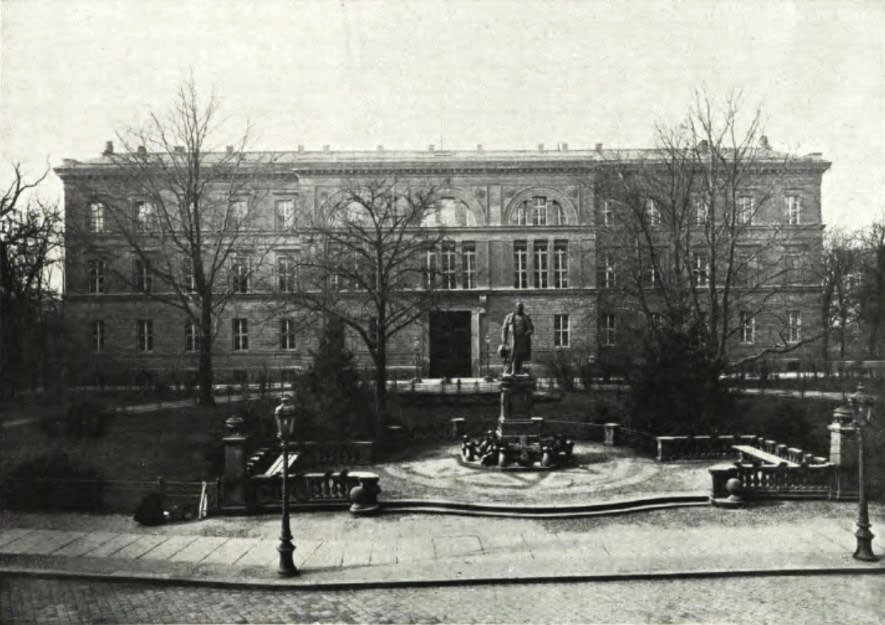
Die Alte Regierung in Oppeln (1945 zerstört) diente von 1833 bis 1934 der oberschlesischen Regierung als Sitz.

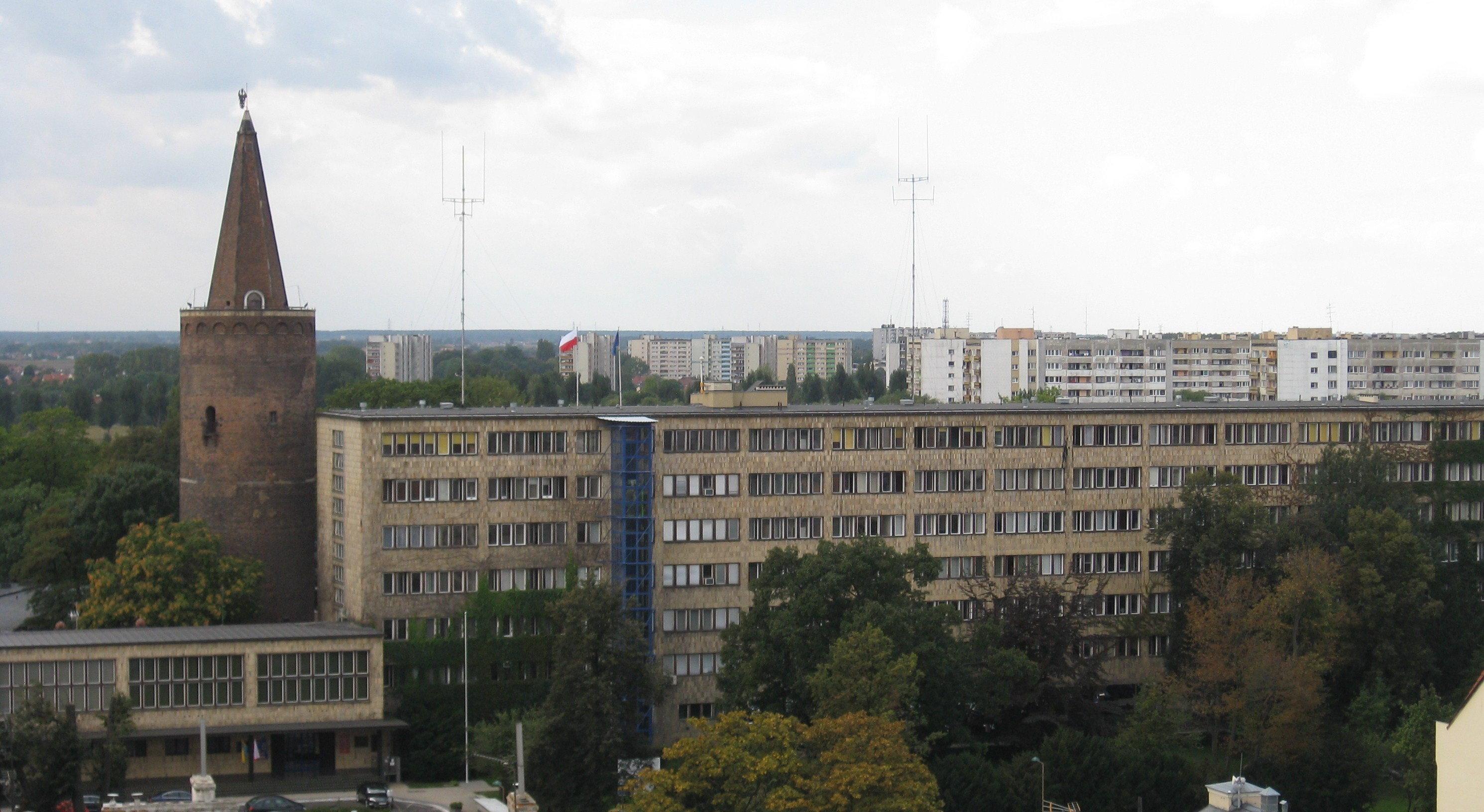
Das in den 1930er Jahren erbaute Regierungsgebäude mit Piastenturm in Oppeln – heute Woiwodschaftsamt

### Mittelalter
Nach der Völkerwanderungszeit kamen die slawischen Opolanen (nach ihnen ist die Hauptstadt Oppeln benannt) ins Land und vermischten sich vereinzelt mit zurückgebliebenen Germanen und Kelten. Mieszko I. gliederte Schlesien dem polnischen Piastenreich ein. Als Polen in Teilherzogtümer zerfiel, schlossen sich die schlesischen Piasten dem Heiligen Römischen Reich an. Zweige der Dynastie hielten sich hier länger als in Polen. Wenig später kam Schlesien unter böhmische Oberhoheit. Eng mit Böhmen verbunden blieb es bis zu den Schlesischen Kriegen Friedrichs des Großen.
Nach dem Mongolensturm (Schlacht bei Liegnitz (1241)), besonders ungefähr ab dem Jahr 1260 unter dem Herzog Wladislaus I. kamen deutsche Siedler auch nach Oberschlesien, allerdings wegen der größeren Entfernung in geringerer Zahl als in die westlichen Teile des Landes. An der Kolonisation nach deutschem Siedlungsrecht waren dagegen hier bereits in größerer Anzahl einheimische, slawischsprachige freie Bauern beteiligt. Nach den Quellen aus dem frühen 14. Jahrhundert, wie dem Liber fundationis episcopatus Vratislaviensis gab es die größten Häufungen von deutschen mittelalterlichen Ortsnamen im Herzogtum Teschen mit der Auschwitzer Kastellanei (siehe Bielitz-Bialaer Sprachinsel), während viele Gegenden keine deutschsprachigen Spuren in den Ortsnamen überliefern. Als dann in den Jahren 1347/48 die Große Pest im Reich ausbrach, nahm der Strom der Zuwanderer aus dem Reich stark ab und die Ostsiedlung kam praktisch zum Erliegen. Dadurch stockte im Gegensatz zu Niederschlesien der sprachliche Assimilierungsprozess. Da Schlesien eng mit Böhmen verbunden war, war zeitweise Tschechisch die wichtigste Urkundensprache.
Die Bezeichnung Oberschlesien (lateinisch Silesia Superior) wurde im späten 15. Jahrhundert, in der Zeit der Eroberung des Gebiets vom ungarischen König Matthias Corvinus und seiner Konsolidierungsanstrengung, erstmals urkundlich erwähnt.

### Unter habsburgischer und preußischer Herrschaft
Nach dem Tod König Ludwigs II. von Böhmen und Ungarn, der keine Nachkommen hinterließ, im Jahr 1526 kamen die Länder der Böhmischen Krone (Böhmen, Mähren und Schlesien) unter habsburgische Herrschaft. Während der Reformationszeit nahm das mehrheitlich deutschsprachige Niederschlesien weitgehend die lutherische Konfession an, während das überwiegend polnischsprachige Oberschlesien katholisch blieb. Infolge der Schlesischen Kriege (1740 bis 1763) kam der größte Teil Schlesiens und Oberschlesiens unter preußische Herrschaft. Ein verhältnismäßig kleiner Teil blieb als späteres Kronland Österreichisch-Schlesien unter habsburgischer Herrschaft, so dass Oberschlesien in seinen alten Grenzen damit formell geteilt wurde.
Die preußische Sprachpolitik blieb lange Zeit sehr tolerant und förderte ausdrücklich den Unterricht in der jeweiligen Muttersprache. Mit der Reichsgründung 1871 setzte eine zunehmende Tendenz der kulturellen Germanisierung ein und das Deutsche wurde zur allgemeinen Schulsprache. Die polnischsprachige Bevölkerung Oberschlesiens blieb im Gegensatz zur polnischen Bevölkerung der Provinz Posen lange Zeit gegenüber der nationalpolnischen Propaganda unempfänglich und wählte bei allen Reichstagswahlen 1871 bis 1898 durchgängig Kandidaten der katholischen Zentrumspartei. Bei den Reichstagswahlen 1903, 1907 und 1912 konnten jedoch zunehmend auch nationalpolnische Kandidaten Wahlkreise gewinnen.

### Sprachenentwicklung
Während die Niederschlesier zu etwa 96 Prozent deutschsprachig waren, gaben 53 Prozent der Oberschlesier Polnisch als Erstsprache an. Wobei unter polnischer Sprache hier vor allem der schlesische Dialekt, der auch Wasserpolnisch genannt wurde, zu sehen ist, der mit zahlreichen Germanismen und tschechischen Einflüssen versetzt war. Neben diesem Dialekt sprachen die meisten als Zweitsprache Deutsch, in der Dialektform Oberschlesisch, der sich vom Hochdeutschen durch besonders harte Rachenlaute und systematische Entrundung der vorderen gerundeten Vokale (zum Beispiel Bühne = Biene, lösen = lesen) unterschied, was auch sonst für Deutschsprechende mit slawischer Muttersprache charakteristisch ist.
Die Bedeutung der deutschen Sprache verstärkte sich mit Verstädterung und der Industrialisierung des oberschlesischen Industriegebietes. Es kamen zu den (Wasser-)polnisch sprechenden Oberschlesiern weiterhin viele Deutsche aus Niederschlesien oder den benachbarten sudetendeutschen Gebieten und außerdem eine große Zahl von Polen aus der Provinz Posen oder dem angrenzenden russischen „Kongresspolen“ nach Oberschlesien. Trotz oder gerade wegen dieser schwierigen und komplexen sprachlichen Situation – im südlichen Landesteil wurde zudem Lachisch gesprochen, das dem Tschechischen sehr nahesteht – war das Zusammenleben der Bevölkerungsteile bis zum Ersten Weltkrieg friedlich, die Loyalität zum Deutschen Reich drückte sich unter anderem in der großen Dominanz der katholischen Zentrumspartei aus. Vor dem Ersten Weltkrieg änderte sich die Lage, die Nationalitätenfrage trat nun offen hervor. Durch die Gründung zahlreicher polnischer Vereine und Zeitungen versuchten polnische Nationalisten (auch aus den polnischen Teilungsgebieten) ein nationales (polnisches) Bewusstsein der slawophonen Oberschlesier zu wecken. So erreichte bei der Reichstagswahl 1907 die Polenpartei mit 39,5 Prozent die Mehrheit der Stimmen in Oberschlesien, bzw. dem Regierungsbezirk Oppeln, die Mehrheit der Mandate behielt jedoch das Zentrum (31,7 Prozent). In einigen Wahlkreisen hatte die Polenpartei die absolute Mehrheit erreicht.
Außerhalb des Industriegebietes, den Gebieten um Oppeln, dem späteren Westoberschlesien konnte sich die ursprüngliche Situation erhalten, jedoch verlor der schlesische Dialekt des Polnischen besonders in der Zwischenkriegszeit immer mehr Sprecher, zumal nicht wenige polnischsprachige Einwohner in das polnisch gewordene Ostoberschlesien abwanderten.
Nach dem Ersten Weltkrieg versuchte man mit der Gründung der Provinz Oberschlesien 1919 den sprachlich/kulturellen Unterschieden der Region im Vergleich zum Rest Schlesiens Rechnung zu tragen.

### Entwicklung des Sprachenverhältnisses
| Polnisch | 377.100 (67,2 %) | 418.437 (62,1 %) | 456.348 (63,9 %) | 495.362 (63,1 %) | 525.395 (61,4 %) | 540.402 (60,8 %) | 568.582 (61,0 %) | 584.293 (61,6 %) | 612.849 (60,1 %) | 665.865 (61,9 %) | 742.153 (61,9 %) | 918.728 (58,2 %) | 1.048.230 (56,1 %) | 1.158.805 (56,9 %) | 1.169.340 (53,0 %) |
| Deutsch  | 162.600 (32,8 %) | 255.383 (37,9 %) | 257.852 (36,1 %) | 290.168 (36,9 %) | 330.099 (38,6 %) | 348.094 (39,2 %) | 364.175 (39,0 %) | 363.990 (38,4 %) | 406.950 (39,9 %) | 409.218 (38,1 %) | 457.545 (38,1 %) | 566.523 (35,9 %) | 684.397 (36,6 %)   | 757.200 (37,2 %)   | 884.045 (40,0 %)   |

### Volksabstimmung und Teilung 1922

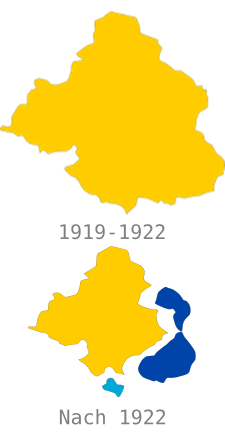
Teilung Oberschlesiens
Deutsches Reich
Polen
Tschechoslowakei

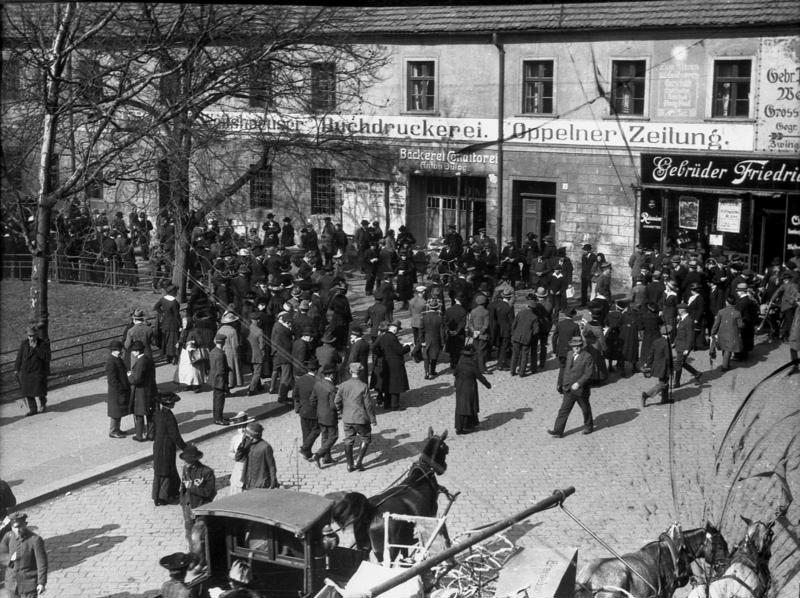
Oberschlesier warten auf das Ergebnis der Abstimmung

Nach dem Ersten Weltkrieg gingen Teile Oberschlesiens an die neugegründeten Nachbarstaaten Tschechoslowakei (abgetreten wurde das Hultschiner Ländchen) und Polen. Laut Versailler Vertrag sollte der Grenzverlauf zwischen Polen und Deutschland über eine Volksabstimmung geregelt werden. Hierzu wurden Teile der Provinz Oberschlesien abgetrennt und zeitweise der Kontrolle der Interalliierten Regierungs- und Plebiszitskommission für Oberschlesien unterstellt. Von Februar 1920 bis zum Abschluss einer Regelung zwischen Deutschland und Polen im Juli 1923 übte sie die Staatsgewalt über das Gebiet aus.
Sie hatte laut Vertrag die Aufgabe, die Volksabstimmung durchzuführen und anschließend auf Grundlage der gemeindebezogenen Ergebnisse dem alliierten Obersten Rat einen Vorschlag über die künftige Grenze zu unterbreiten. Der Vorschlag sollte „die in Oberschlesien unter Berücksichtigung sowohl der Willenskundgebung der Einwohner als auch der geographischen und wirtschaftlichen Lage der Ortschaften als Grenze Deutschlands angenommen werden soll“. Die Letztentscheidung lag jedoch beim Obersten Rat. Insofern handelte es sich bei der Volksabstimmung lediglich um eine Volksbefragung.
Die Situation in Oberschlesien war zwischen Kriegsende November 1918 und der abschließenden Festlegung des Grenzverlaufs im Dezember 1922 äußerst angespannt. Mehrfach kam es zu gewaltsamen, bürgerkriegsähnlichen Auseinandersetzungen zwischen pro-polnisch und pro-deutsch gesinnten Gruppierungen. Beim dritten und letzten dieser sogenannten Schlesischen Aufstände von Mai bis Juli 1922, trafen paramilitärische Verbände aufeinander, die POW auf polnischer und diverse Freikorps auf deutscher Seite, die von den jeweiligen Regierungen finanziert und unterstützt wurden, wodurch diese letzte Auseinandersetzung den Charakter eines regionalen Stellvertreterkriegs annahm.
Der eigentliche Abstimmungstag, der 20. März 1921, verlief jedoch weitgehend friedlich. Bei einer sehr hohen Stimmbeteiligung von 97,5 Prozent, die die Bedeutsamkeit der Abstimmung für die Bevölkerung widerspiegelt, sprachen sich 707.045 Personen (59,4 Prozent) für Deutschland und 479.232 Personen (40,6 Prozent) für Polen aus. Der Versailler Vertrag hatte jedoch ausdrücklich festgelegt, dass die Ergebnisse gemeindeweise auszuwerten seien. Hier ergab sich ein sehr uneinheitliches Bild: in manchen Gemeinden gingen alle Stimmen an Polen, in anderen alle Stimmen an Deutschland, in zwei Gemeinden gab es ein genaues Unentschieden. Praktisch jedes denkbare Stimmverhältnis war anzutreffen. Grob gesprochen stimmten auf dem Land und im östlichen Gebietsteil mehr Menschen für Polen und in den Städten und im westlichen Gebietsteil für Deutschland.
Nach der Volksabstimmung konnte sich die Interalliierte Regierungs- und Plebiszitskommission nicht auf einen gemeinsamen Teilungsvorschlag verständigen. Der britische und der italienische Vertreter schlugen die sogenannte „Percival-de-Marinis“-Linie vor, die nur verhältnismäßig geringe Gebietsabtretungen an Polen außerhalb des Industriereviers vorsah. Der französische Kommissar trat jedoch für die sogenannte „Le-Rond“-Linie ein, die eine umfassende Abtretung der wirtschaftlich bedeutenden Gebiete an Polen vorsah. Da sich auch der Rat der Vier sich nicht auf den vorgelegten Kompromissvorschlag, die sogenannte „Sforza“-Linie, einigen konnte, wurde die Angelegenheit schließlich an den Völkerbund verwiesen. Dieser machte sich Ende 1922 die „Sforza“-Linie mit nur kleinen Änderungen zu eigen. 
Deutschland und Polen arbeiteten daran anschließend das Deutsch-Polnische Abkommen über Oberschlesien (sogenanntes „Genfer Abkommen“) aus, das am 15. Mai 1922 in Genf unterzeichnet wurde. Der größere Westteil Oberschlesiens verblieb bei Deutschland („Westoberschlesien“). Am 20. Juni 1922 übernahm die Zweite Polnische Republik das abgetretene „Ostoberschlesien“ als Teil der neuen Autonomen Woiwodschaft Schlesien, die auch das bis zum Jahr 1918 zuvor zu Österreich gehörende Teschener Schlesien umfasste. Das Autonomiestatut der Woiwodschaft war bereits 1920 ausgearbeitet worden. Das Deutsch-polnische Abkommen regelte darüber hinaus die administrativen und wirtschaftlichen Bedingungen der Gebietsübertragung, enthielt vielfältige Übergangsregelungen für einen Zeitraum von 15 Jahren und versuchte den Minderheitenschutz sicherzustellen.

### Das geteilte Oberschlesien

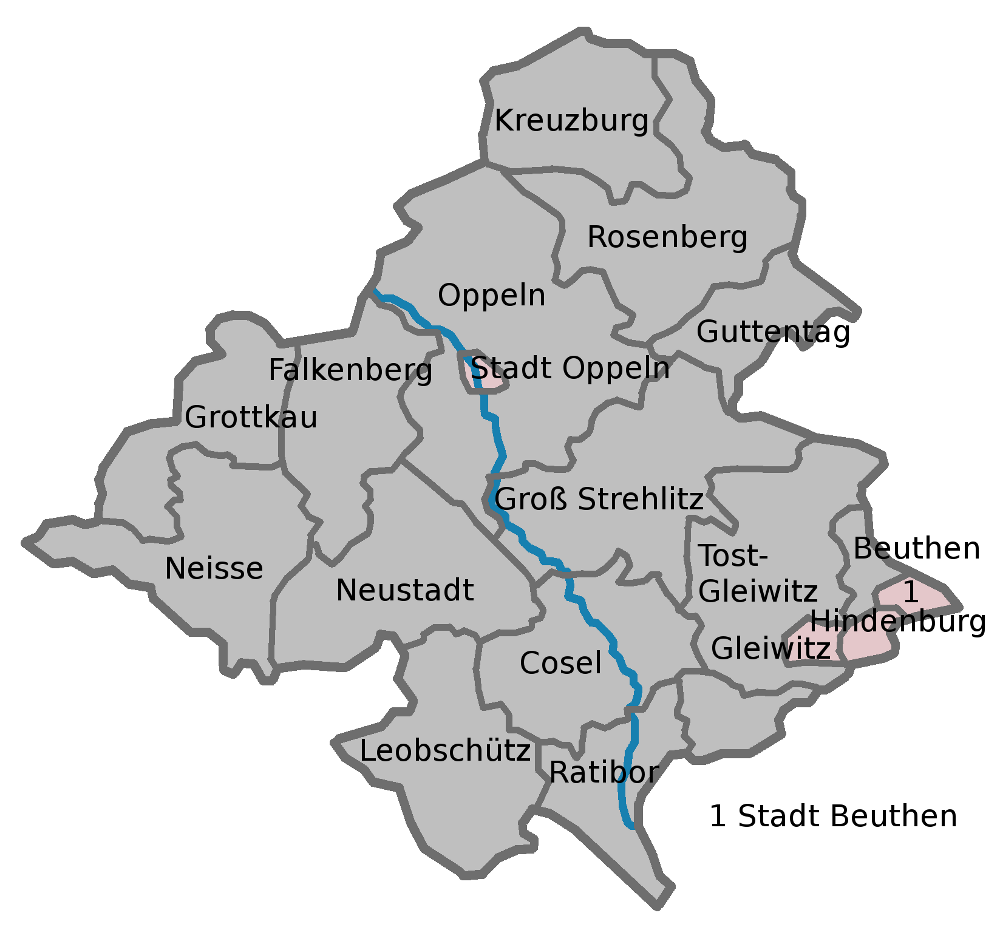
Die Landkreise der Provinz Oberschlesien zwischen 1922 und 1939

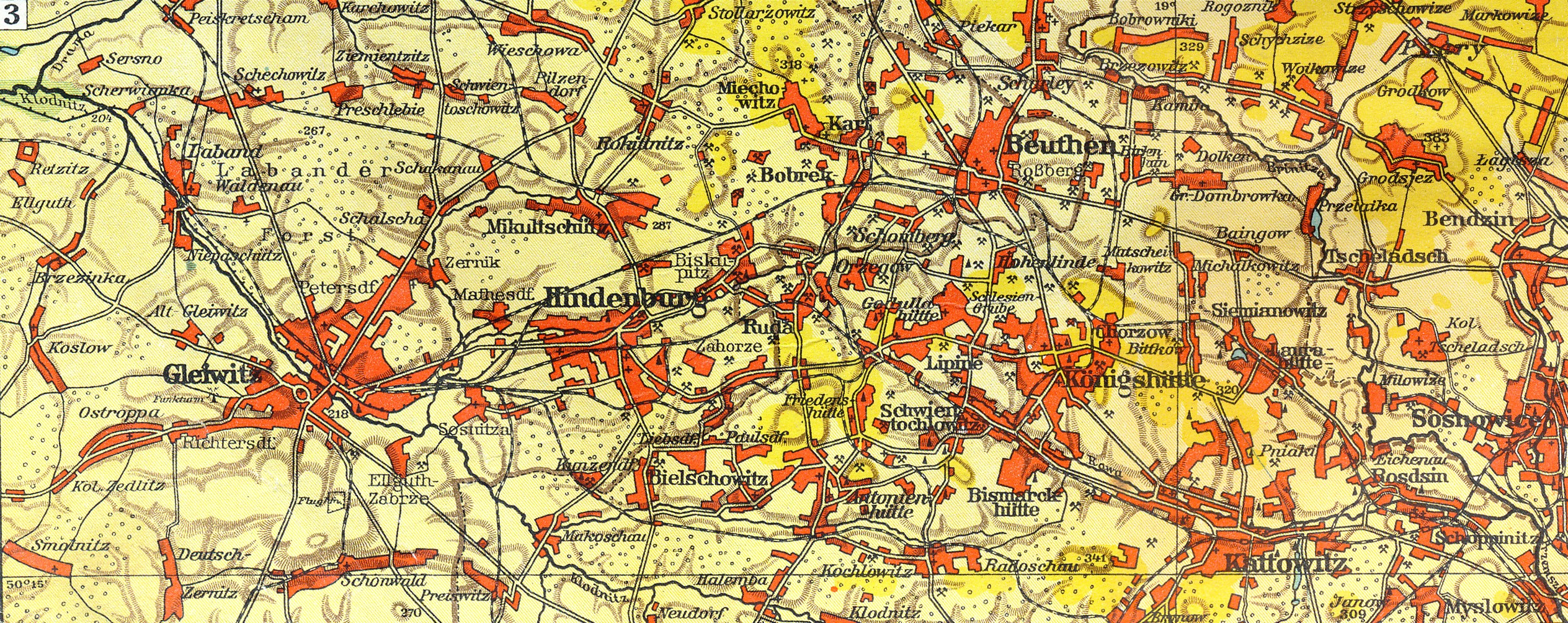
Oberschlesisches Industriegebiet 1930

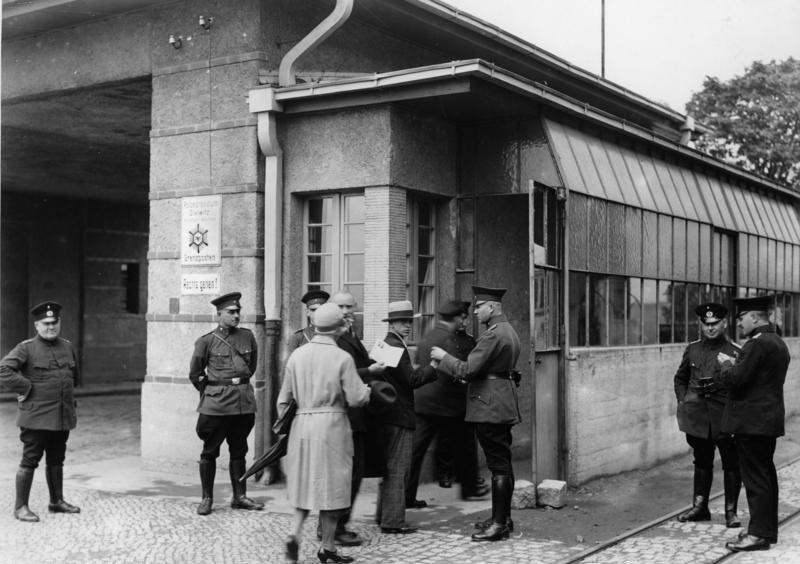
Deutscher Grenzposten bei Beuthen

Nach der Machtübernahme der Nationalsozialisten wurde das „Genfer Abkommen“ noch zum Segen vieler Oberschlesier. In dem vom Völkerbund garantierten Abkommen gewährleistete jede Vertragspartei für ihren Teil Oberschlesiens für alle Einwohner gleiche Rechte. Nach dem Beginn der antisemitischen Diskriminierungen gegen jüdische Deutsche wandte sich der Oberschlesier Franz Bernheim im Mai 1933 mit einer Petition (Bernheim-Petition) mit der Bitte an den Völkerbund, das Abkommen über Westoberschlesien wirksam durchzusetzen. Der Völkerbund kam der Bitte nach und forderte Deutschland auf, das Abkommen einzuhalten. Im September 1933 nahm daraufhin die NS-Regierung die antisemitischen Gesetze in Westoberschlesien zurück und nahm es von neuen Diskriminierungen aus. Auch nach Deutschlands Austritt aus dem Völkerbund hielt es das Abkommen ein, um dem Vertragspartner Polen keinen Vorwand zu liefern, seinerseits das Abkommen als hinfällig zu betrachten. Dadurch wurde in Westoberschlesien – im Gegensatz zum restlichen Deutschland – für die verbliebene Restlaufzeit bis Mai 1937 die sonst gültigen antisemitischen Diskriminierungen, wie der Arierparagraph, die Nürnberger Gesetze etc., nicht wirksam.

### Zweiter Weltkrieg

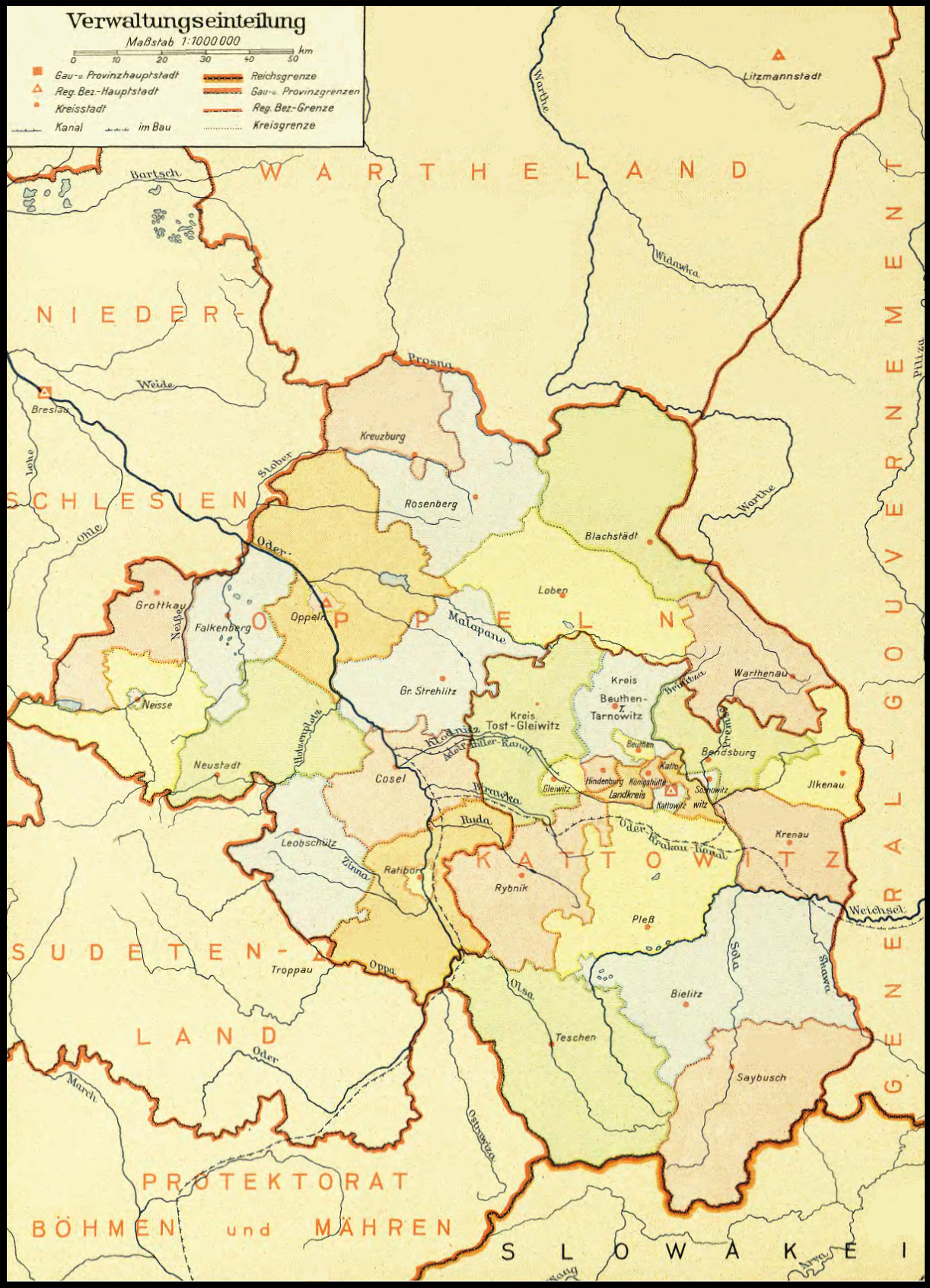
Regierungsbezirke und Kreise im Gau Oberschlesien (1943)

Beim Überfall auf Polen eroberte die Wehrmacht im September 1939 Ostoberschlesien, das mit der Provinz Schlesien vereinigt und somit dem „Großdeutschen Reich“ angeschlossen wurde. Im Jahr 1941 wurde Oberschlesien formell als preußische Provinz wiedergegründet. Hauptstadt wurde nicht die historische Hauptstadt Oppeln, sondern das größere Kattowitz, das zu polnischer Zeit mit monumentalen Repräsentationsbauten bereits zur Woiwodschaftshauptstadt ausgebaut worden war. Die neue Provinz nahm nun aber neben Ostoberschlesien und dem übrigen (vormals österreichisch-schlesischen) Gebiet der Autonomen Woiwodschaft Schlesien sowie dem bereits im April 1939 wiedereingegliederten Hultschiner Ländchen auch historisch kleinpolnische Gebiete mit den Städten Sosnowitz und Jaworzno auf. Dabei wurden jedoch nur das Gebiet der bisherigen Autonomen Woiwodschaft Schlesien sowie der westliche Teil des neuumgrenzten Landkreises Bielitz passrechtlich und hinsichtlich des für Polen geltenden Rechts wie Inland behandelt, während das übrige annektierte Gebiet (sog. Oststreifen) durch eine Polizeigrenze abgetrennt wurde. In diesem Gebiet wurde das Konzentrationslager Auschwitz errichtet. Die beachtliche jüdische Gemeinde Oberschlesiens – soweit sie nicht bereits geflohen oder in Arbeitslager deportiert worden war – wurde dort und in den Vernichtungslagern der Aktion Reinhardt ermordet. In diesen nach dem 1. September 1939 an das Reich und an das historische Oberschlesien angeschlossenen östlichen, nichtschlesischen Gebieten wurde eine Politik der Rassentrennung betrieben. Es gab u. a. Gaststätten, Geschäfte sowie Park- und Sportanlagen, die Polen nicht betreten durften und „nur für Deutsche“ bestimmt waren. Die Lebensmittelrationen für Deutsche lagen 30 bis 50 Prozent über denen für Polen.

### Unmittelbare Nachkriegszeit

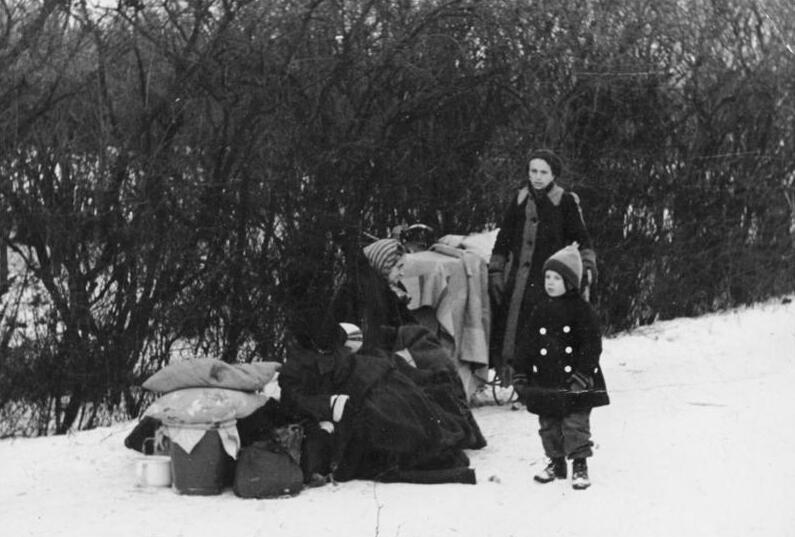
Flüchtlingsfamilie in Oberschlesien, Januar 1945

Am Ende des Zweiten Weltkrieges wurde Oberschlesien 1945 von der Roten Armee erobert. Die Kriegszerstörungen hielten sich in Grenzen. Oberschlesien kam bis auf das Hultschiner Ländchen sowie das 1938 von Polen im Rahmen des Münchner Abkommens 1938 und 1939 vom Deutschen Reich annektierten Olsagebiets, die beide wieder zur Tschechoslowakei kamen, zunächst unter polnische Verwaltung und gehört seit 1990 auch völkerrechtlich zu Polen. Anders als in Niederschlesien gab es im oberschlesischen Industriegebiet aus ethnischen und ökonomischen Gründen keine flächendeckende Vertreibung, da viele Einwohner zweisprachig waren. Darüber hinaus verfügten viele Oberschlesier über berufliche Qualifikationen, die in der Kohle- und Stahlindustrie nicht kurzfristig ersetzt werden konnten. Wer einen mehr oder weniger streng gehandhabten polnischen Sprachtest bestand und als „autochthon“ eingestuft wurde, erhielt ein Bleiberecht. Auch Oberschlesier, die als (allein) deutschsprachig eingestuft wurden, erhielten ein Bleiberecht, wenn sie in wichtigen Industrien arbeiteten. Schließlich wurden von der oberschlesischen Bevölkerung etwa 40 Prozent und nicht, wie in Niederschlesien, mehr als 90 Prozent, vertrieben. Insbesondere um Oppeln und Katowice blieb daher bis heute eine deutsche Minderheit zurück, die weder vertrieben wurde noch aussiedelte.
Nach dem Krieg blieben um 1,2 Millionen slawisch- bzw. polnischsprachigen „Autochthone“ im Gebiet der ehemaligen polnischen autonomen Woiwodschaft Schlesien, sowie um 850.000 polnisch-national Verifizierte (meistens Sprecher des „wasserpolnischen“ Dialekts und der 3. und 4. Kategorie in der DVL) im vor 1939 deutschen Teil Oberschlesiens (in der damaligen Nomenklatur Śląsk Opolski – Oppelner Schlesien), und bildeten insgesamt etwa 70 % der Bewohner der neuen Woiwodschaft Schlesien (mit zwei kleinpolnischen Kreisen).
2015 wurde das Dokumentationszentrum der Deportation von Oberschlesiern in die UdSSR 1945 eröffnet.

### Kommunistische Zeit
Die nicht geflüchtete Bevölkerung Oberschlesiens, sowohl die deutsch- wie die polnischsprachige, musste ab 1945 Diskriminierungen von Seiten des polnischen Staates erdulden. Der polnische Staat machte es sich zum Ziel, die Oberschlesier, die er zu „germanisierten Polen“ erklärte, zu „repolonisieren“. So wurde der Gebrauch der deutschen Sprache im öffentlichen Leben, in Kirchen, in Schulen und auch im Privatleben verboten. Um den Kontakt mit der deutschen Sprache zu vermeiden, wurde in sämtlichen oberschlesisch bewohnten Gegenden Deutsch auch nicht als Fremdsprache unterrichtet. Menschen die Deutsch sprechen wollten konnten dies nur heimlich tun und hatten dabei Angst, denunziert zu werden. In den rund vier Jahrzehnten bis zum
Ende der Volksrepublik Polen 1988/89 konnten die meisten von ihnen nicht die Muttersprache ihrer Vorfahren erlernen. Auch der Gebrauch des polnisch-schlesischen Dialekts, der viele deutschstämmige Wörter enthielt, wurde ungern gesehen. In den Personalausweisen gab es zwar keinen Vermerk zur Nationalität (sondern die Angabe „Staatsangehörigkeit: polnisch“). Es gab eine Rubrik „Sprachkenntnisse“, in der die Deutschstämmigen grundsätzlich den Vermerk „polnisch, deutsch“ hatten. Erst im Jahr 1988 wurde erstmals wieder eine deutschsprachige Messe in Oberschlesien auf dem Annaberg gehalten – damals noch illegal.

## Sehenswürdigkeiten

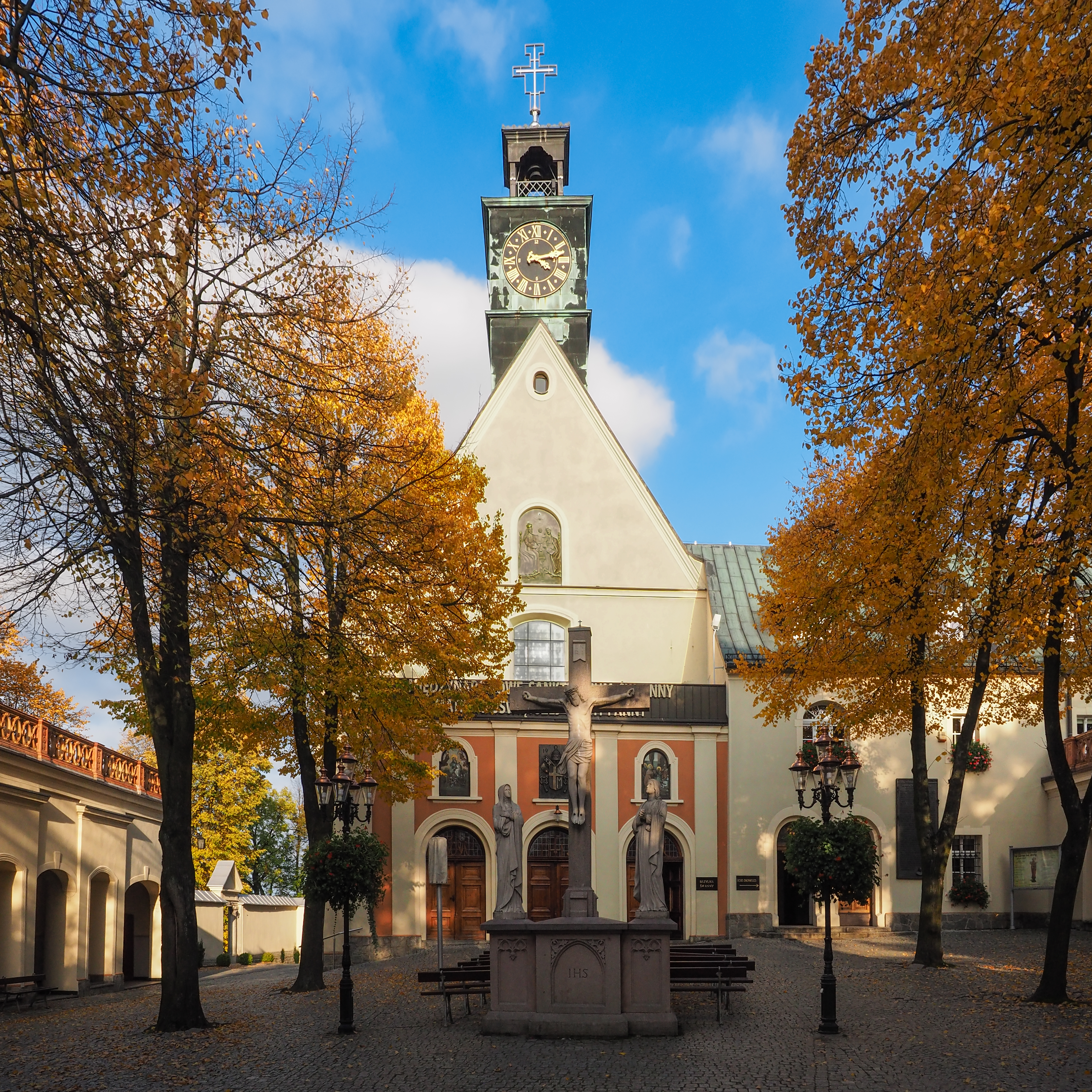
Kapelle auf dem St.-Anna-Berg

### Wallfahrtsort St. Annaberg
Der katholische Wallfahrtsort St. Annaberg liegt etwa 40 Kilometer südöstlich von Oppeln in der Gemeinde Leschnitz. Hier befinden sich eine Wallfahrtskirche, ein Kloster und die 66 cm große Statue der Anna selbdritt.

### Opole
Opole zählt zu den mittelalterlich geprägten Städten Oberschlesiens. Als sehenswert gelten die aus dem 13. Jahrhundert stammende Kathedrale zum Heiligen Kreuz, das Rathaus, der dazugehörige Ring (Marktplatz), die Franziskanerkirche und die Bergelkirche. In Opole gibt es auch Museum des Oppelner Dorfes, das Museum des Oppelner Schlesiens und den Zoo Opole.

### Kattowitz

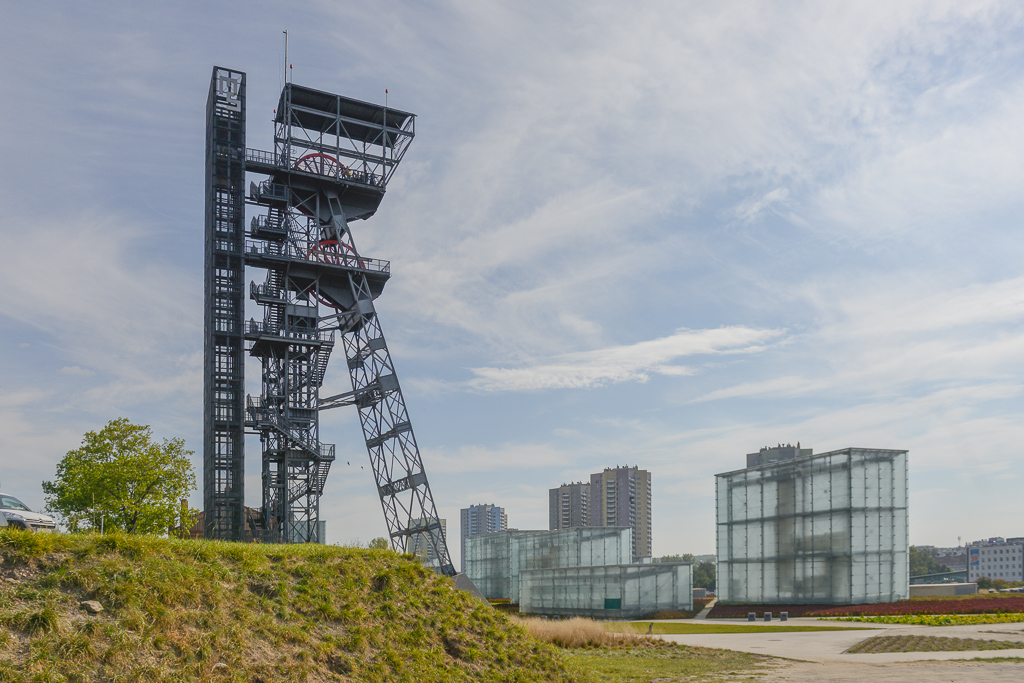
Neubau des schlesischen Museums in Katowice

Die Stadt Kattowitz in der Woiwodschaft Schlesien liegt im Osten von Oberschlesien und ist mit seinen rund 295.000 Einwohnern die größte Stadt der beiden oberschlesischen Woiwodschaften. Sehenswert sind hier die Marienkirche von 1870, die Schrotholzkirche Erzengel-Michael-Kirche aus dem 16. Jahrhundert sowie die an den Klassizismus gehaltene Christkönigskathedrale aus den 1930er Jahren. Weitere Sehenswürdigkeiten der Stadt sind das schlesische Parlamentsgebäude, das schlesische Museum und das schlesische Theater.

### Weitere Sehenswürdigkeiten
Eine weitere mittelalterlich geprägte Stadt in Oberschlesien ist Nysa (dt. Neisse). In Nysa befinden sich die Jakobskathedrale und mehrere Denkmäler.
Aus dem Zeitalter der Industrialisierung gingen mehrere Städte im östlichen Oberschlesien hervor, die heute eine Vielzahl an interessanten Gründerzeithäusern und historistischen Gebäuden und gleichzeitig moderne Architektur vorweisen können.

### Schrotholzkirchen
Eine regionale Besonderheit Oberschlesiens sind die weit verbreiteten Schrotholzkirchen. Diese meist sehr dunklen häufig aus Kiefernholz gebauten Holzkirchen findet man beispielsweise im Powiat Oleski und Powiat Gliwicki. Auch in einigen Städten des oberschlesischen Industriegebietes findet man Schrotholzkirchen, die im 20. Jahrhundert dorthin versetzt wurden, sowie im Oppelner Umland um Groß Döbern.

### Burgen und Schlösser
- Anlage des ehemaligen Schlosses Neudeck
- Schloss Moschen
- Schloss Pleß (poln. Zamek Pszczyna)
- Schloss Gross Stein
- Schloss Plawniowitz
- Burg Toszek (Tost)
- Schloss in Koschentin
- Ruinen des Schlosses Koppitz
- Burg Teschen
- Burg Ratibor
- Ruinen des Schlosses Lubowitz

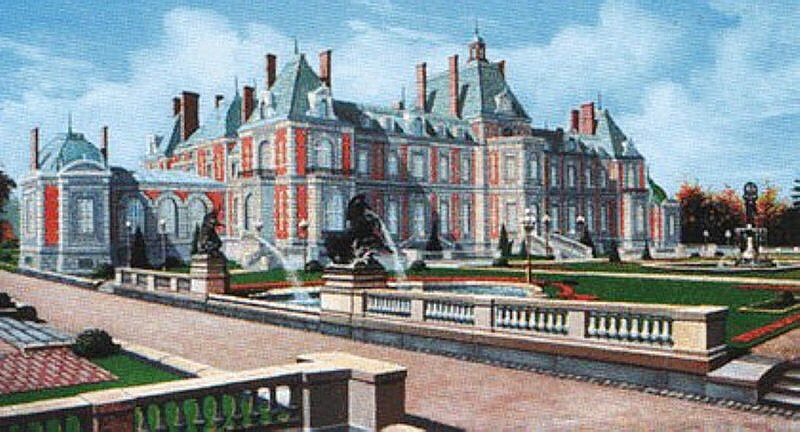
Schloss Neudeck im 19. Jhd.
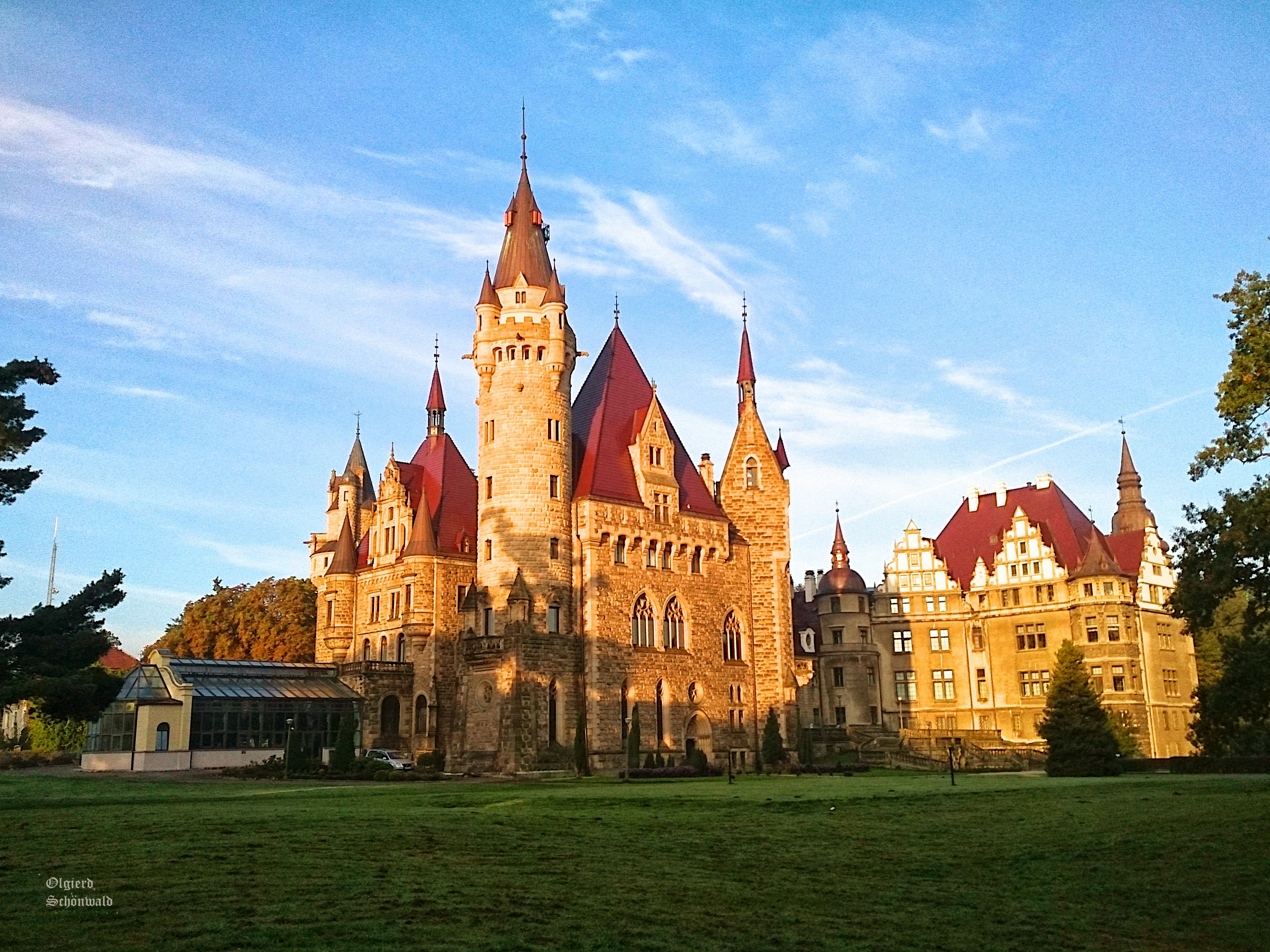
Schloss Moschen
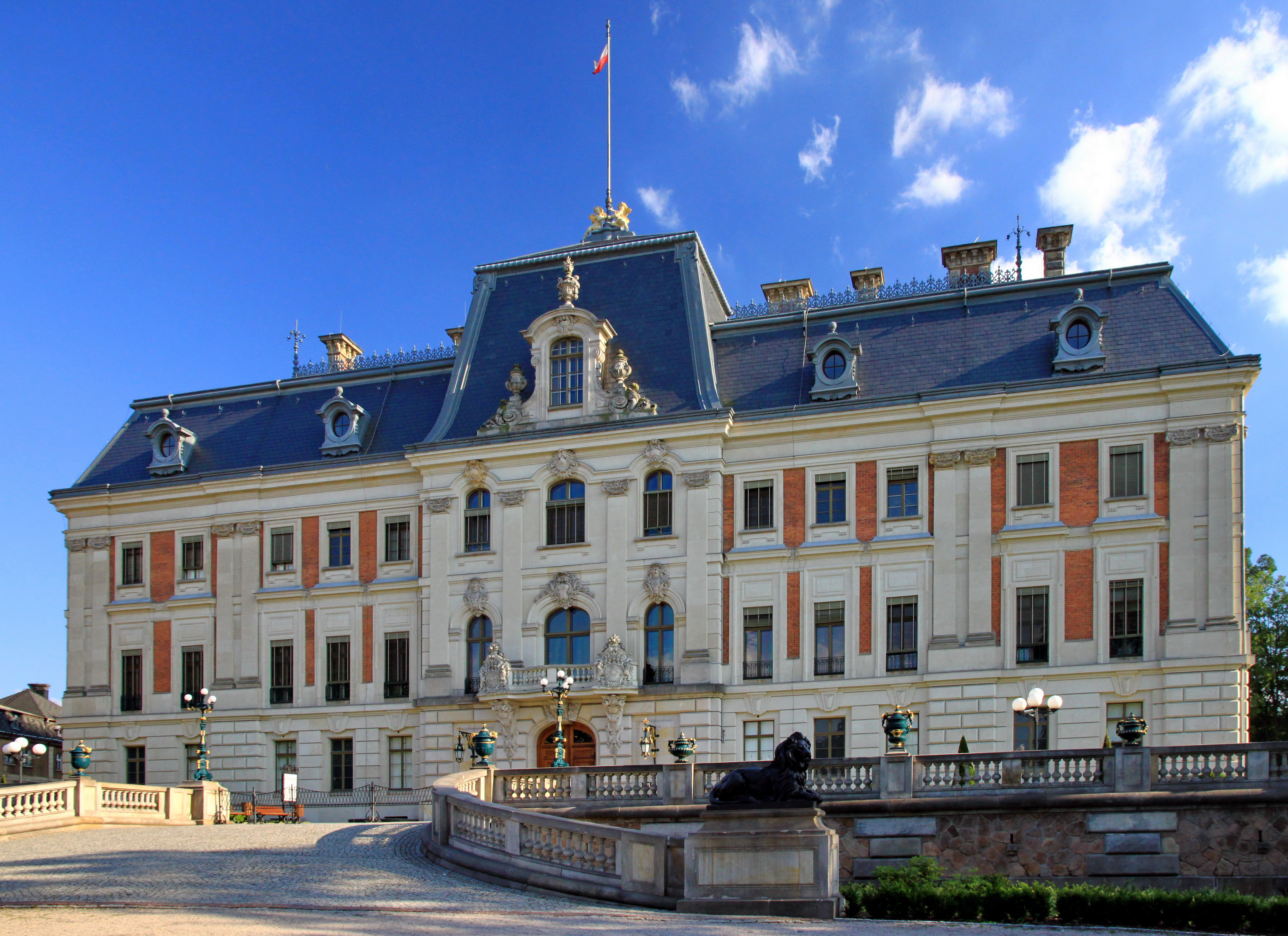
Schloss Pleß
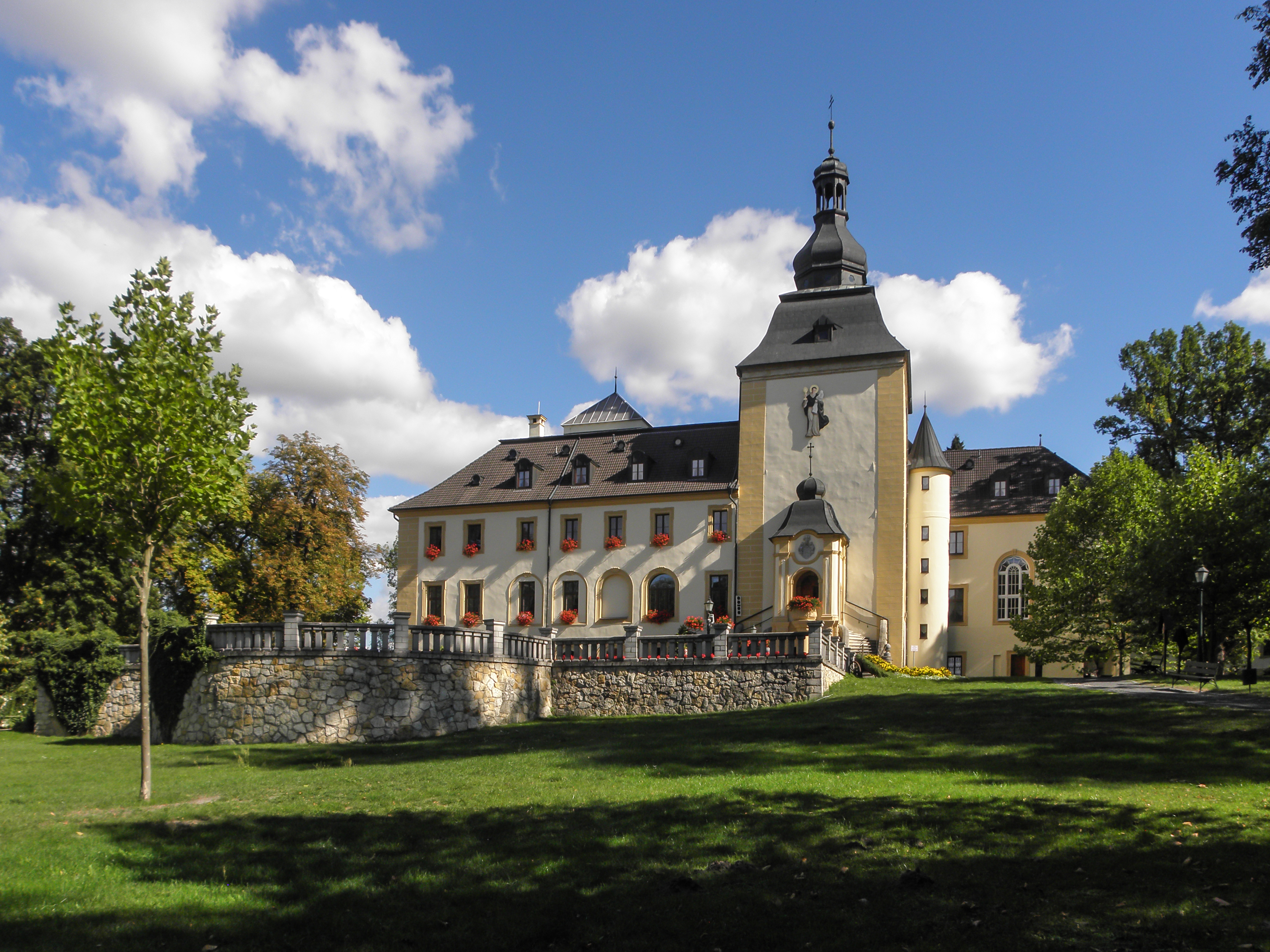
Schloss Gross Stein
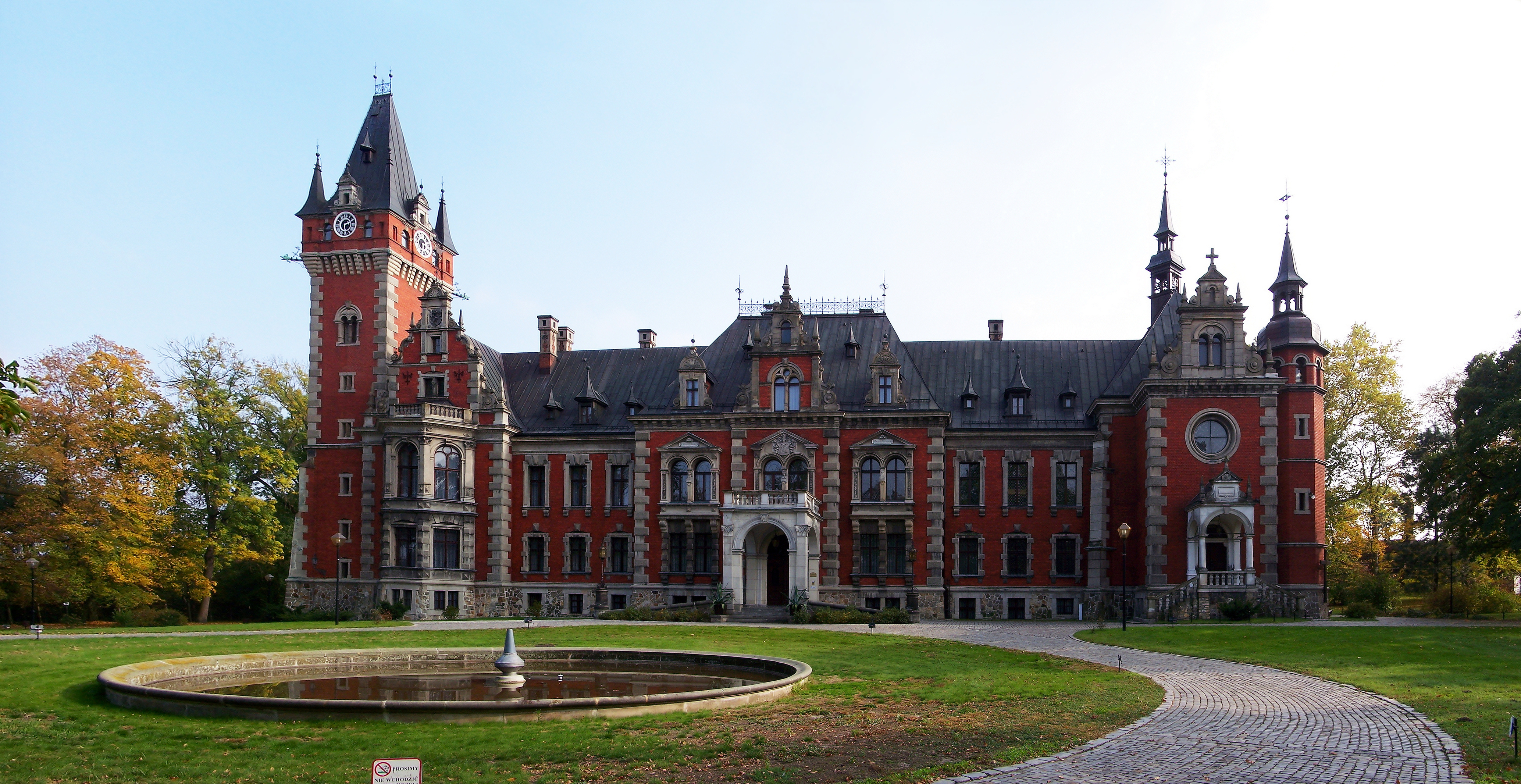
Schloss Plawniowitz
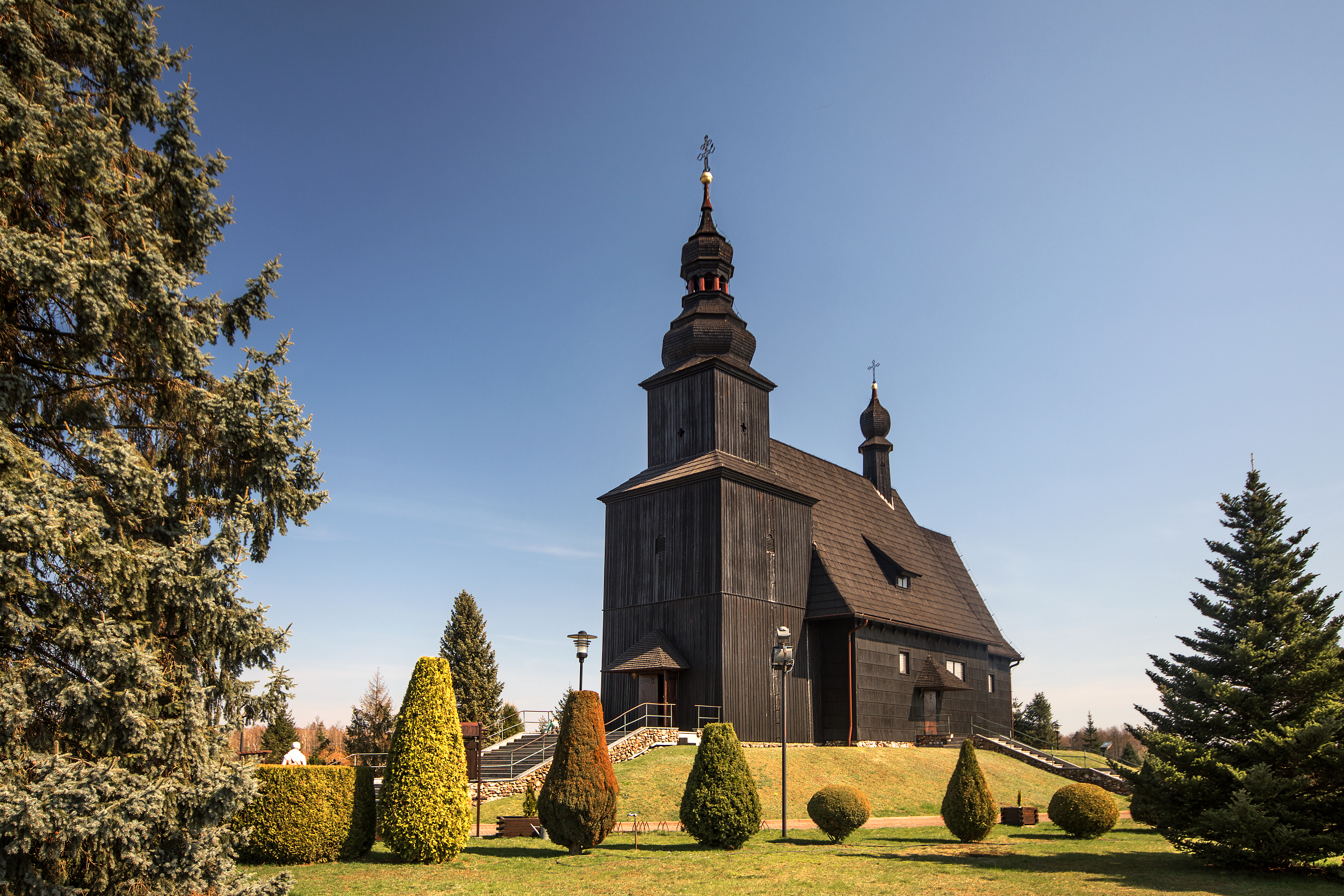
Schrotholzkirche in Gwoździany
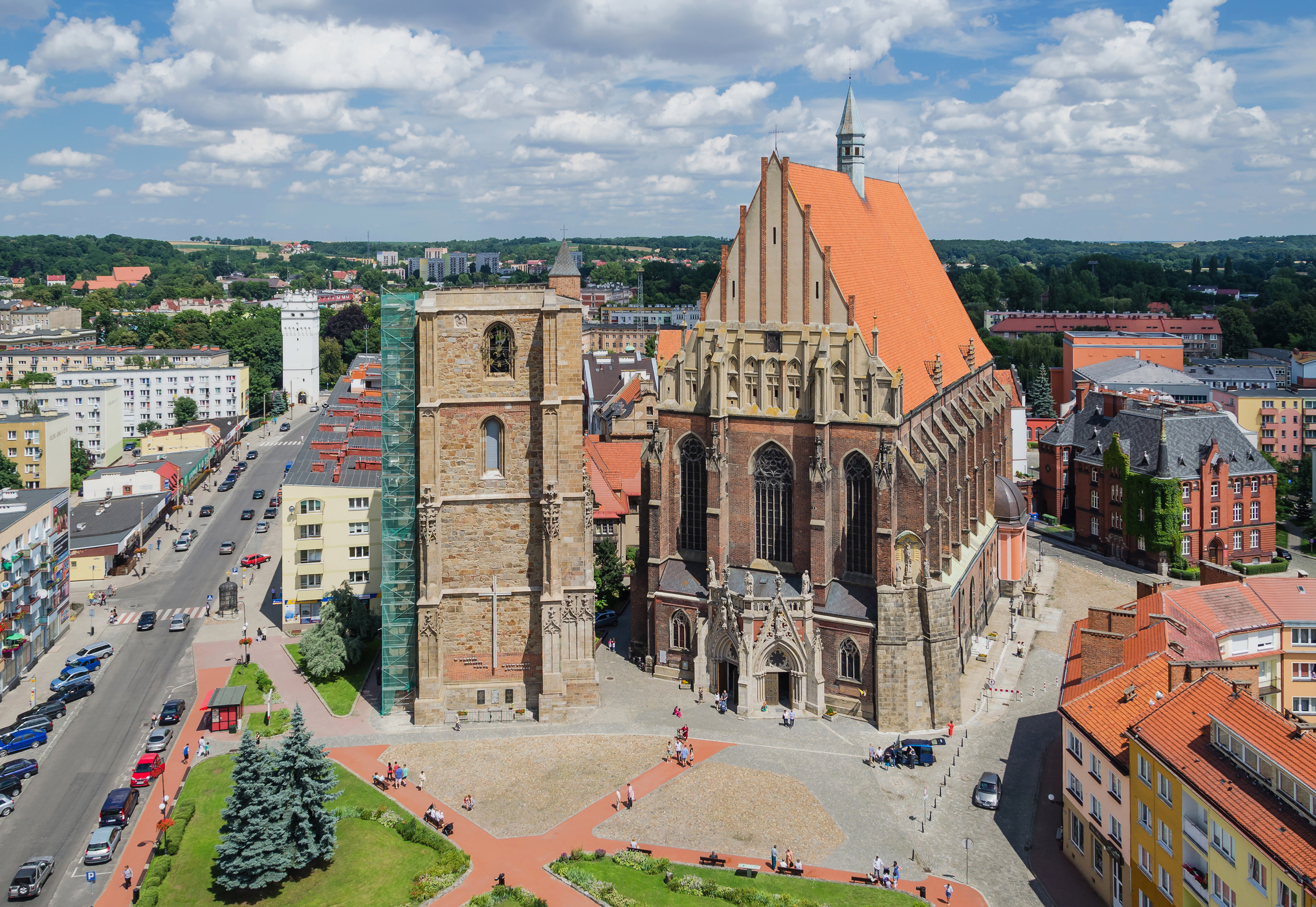
Jakobskathedrale in Neisse
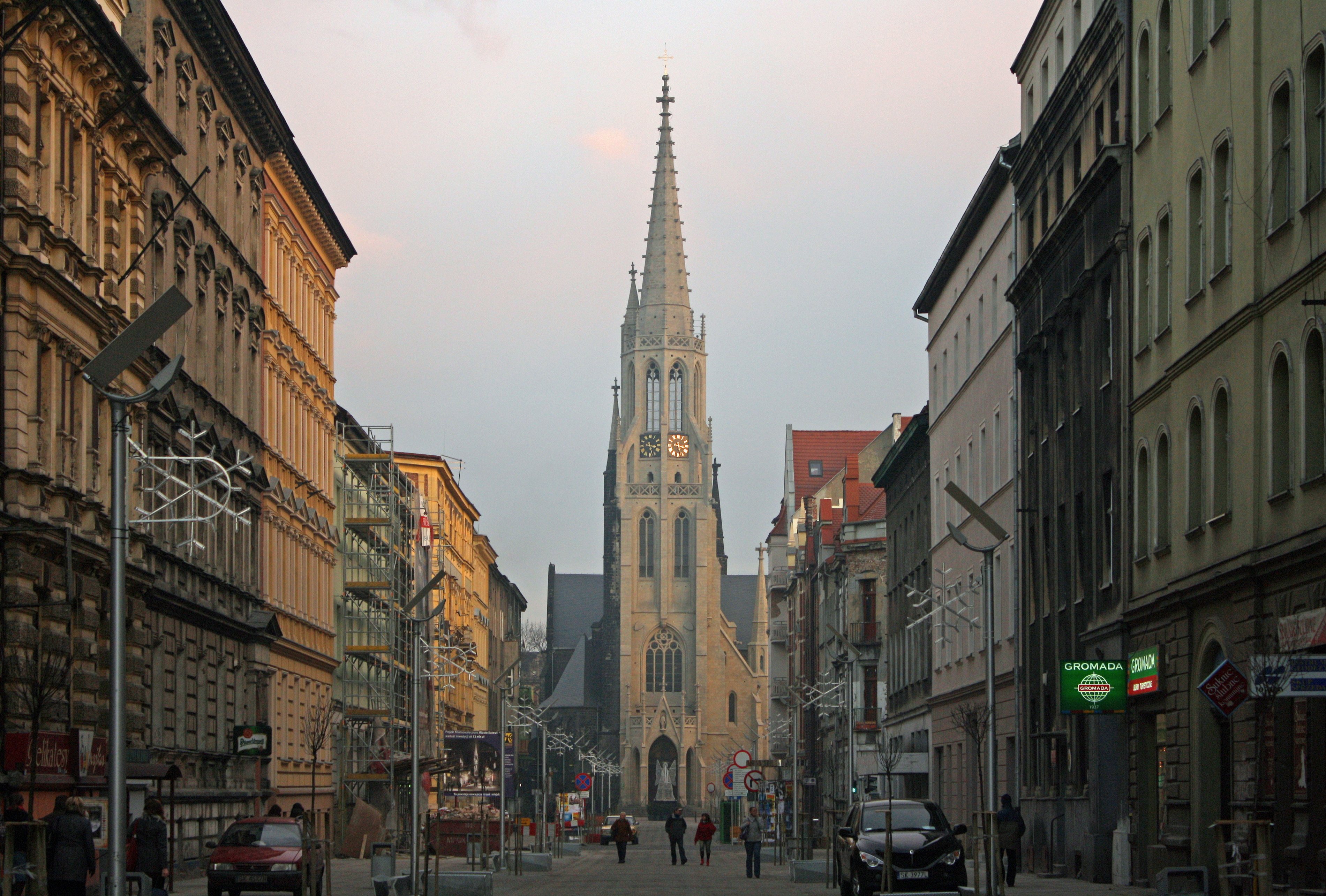
Marienkirche in Katowice
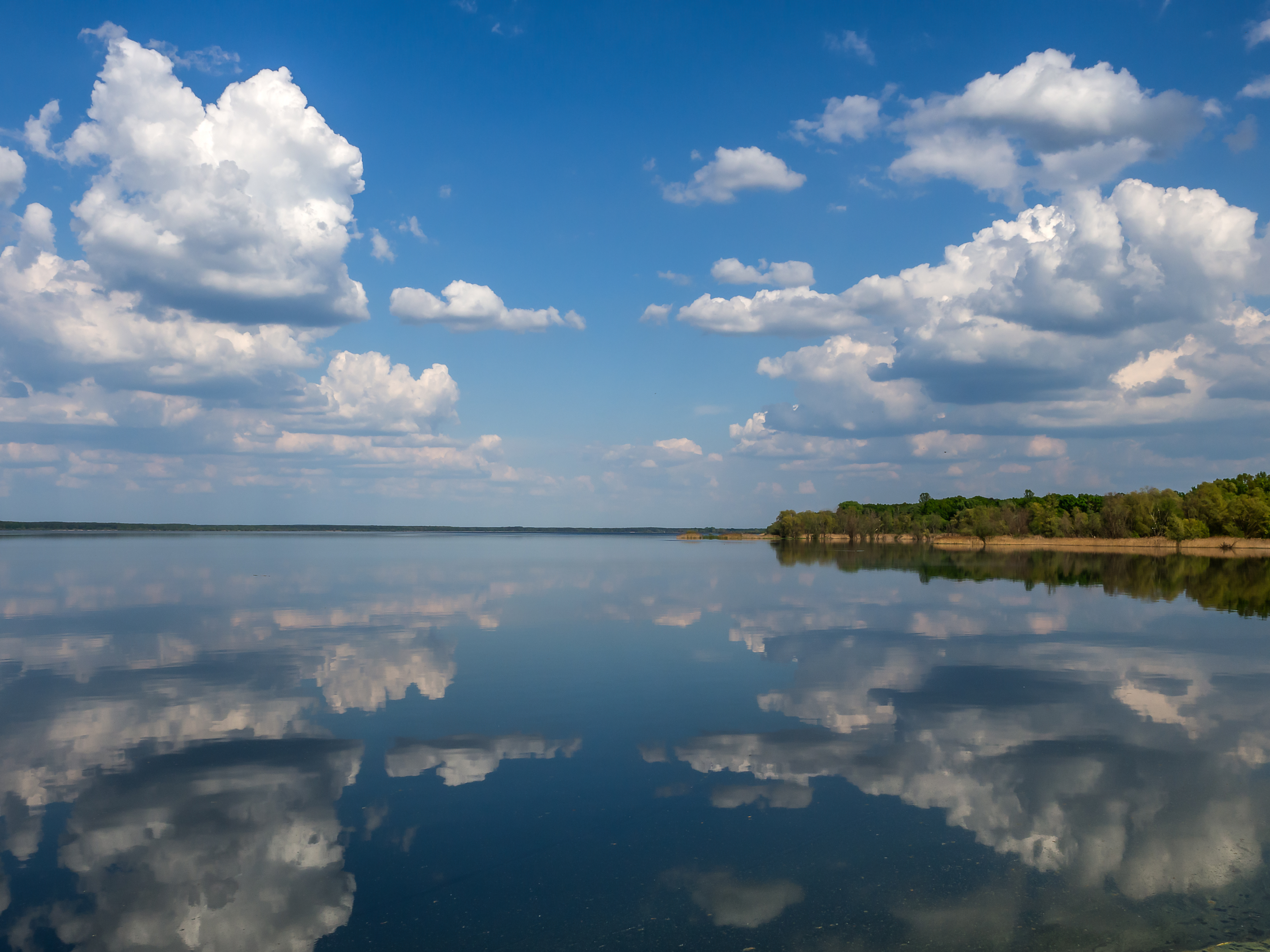
Turawa-Stausee
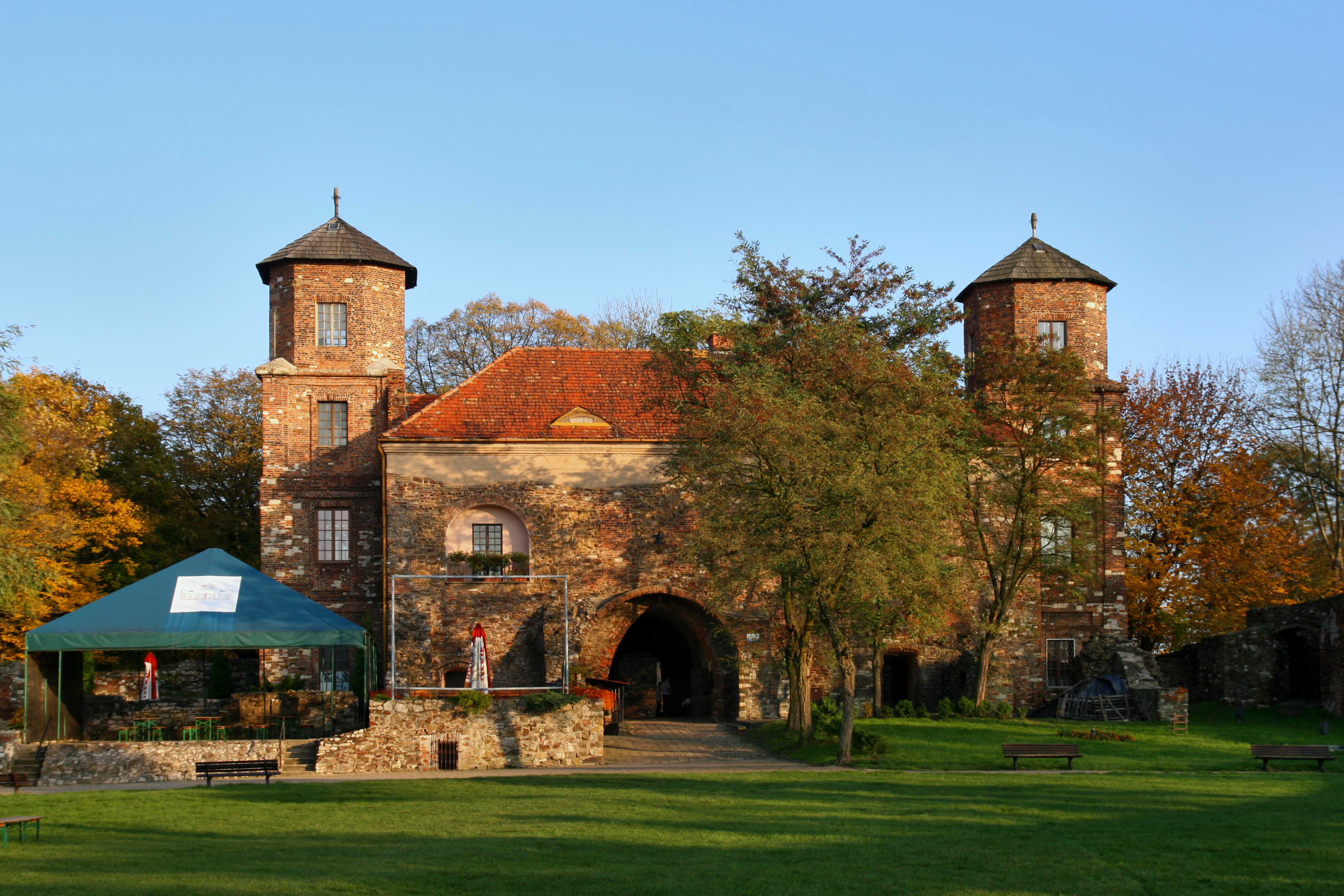
Burg Toszek
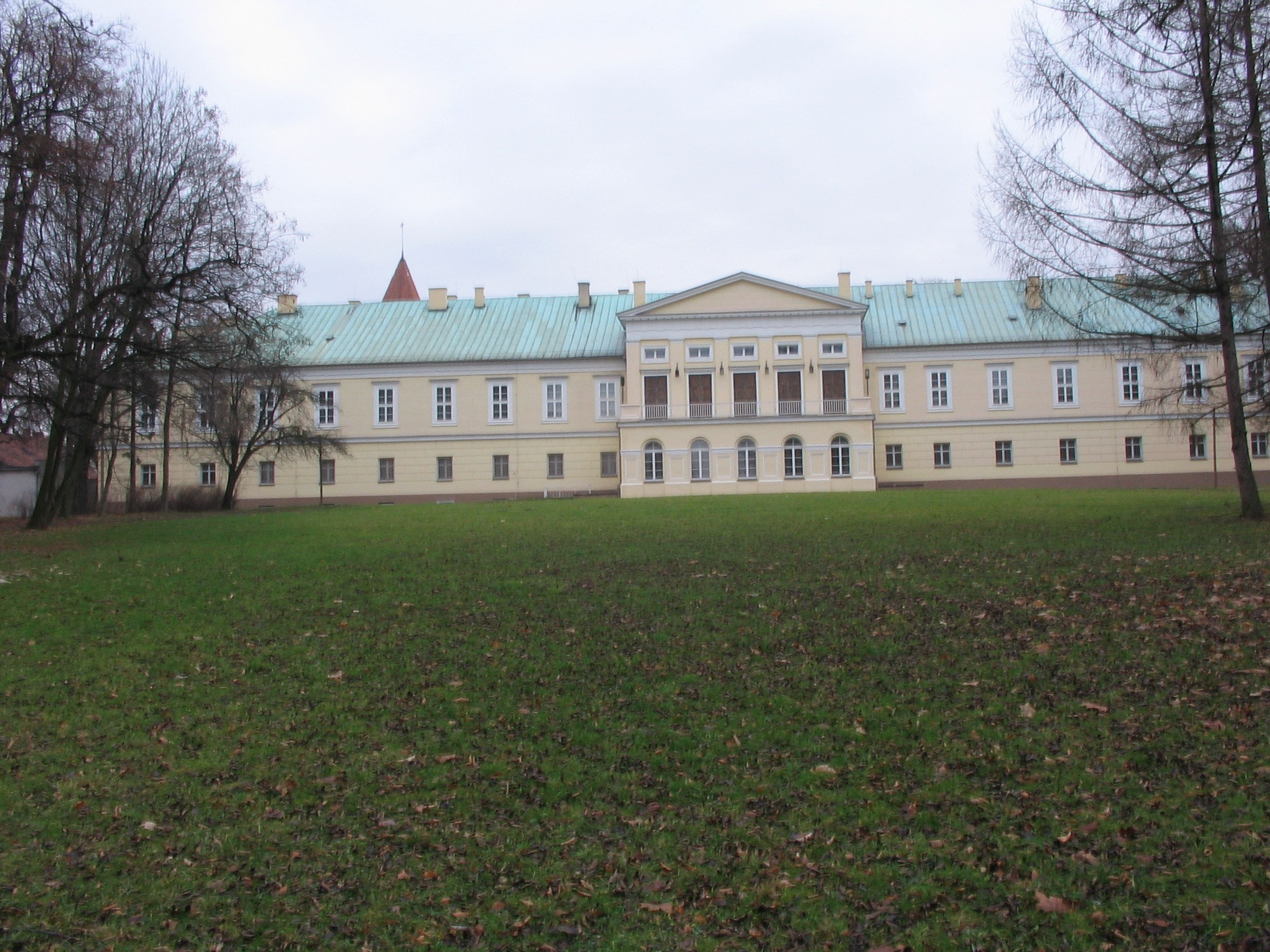
Schloss Koschentin
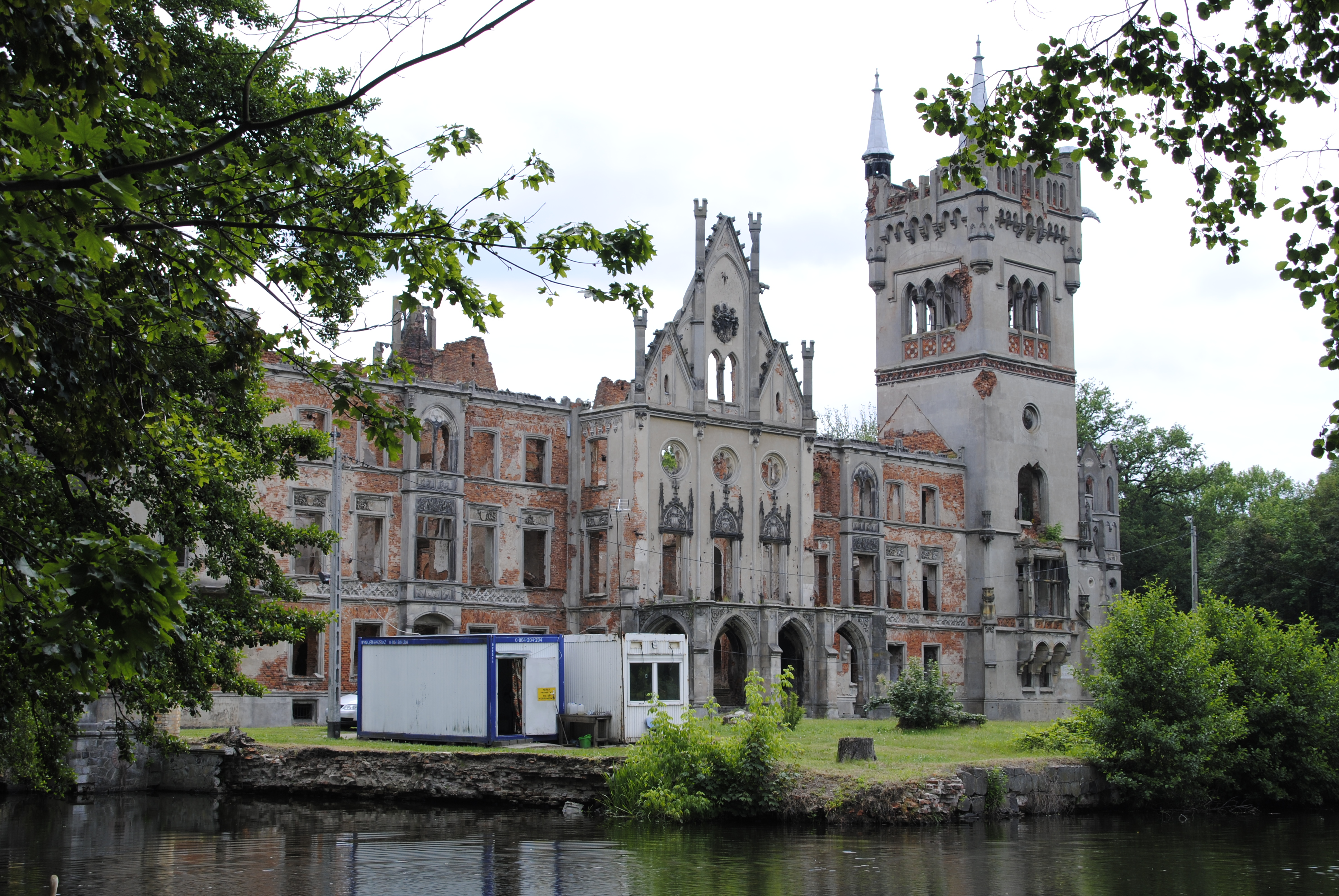
Die Ruine des Schlosses Koppitz
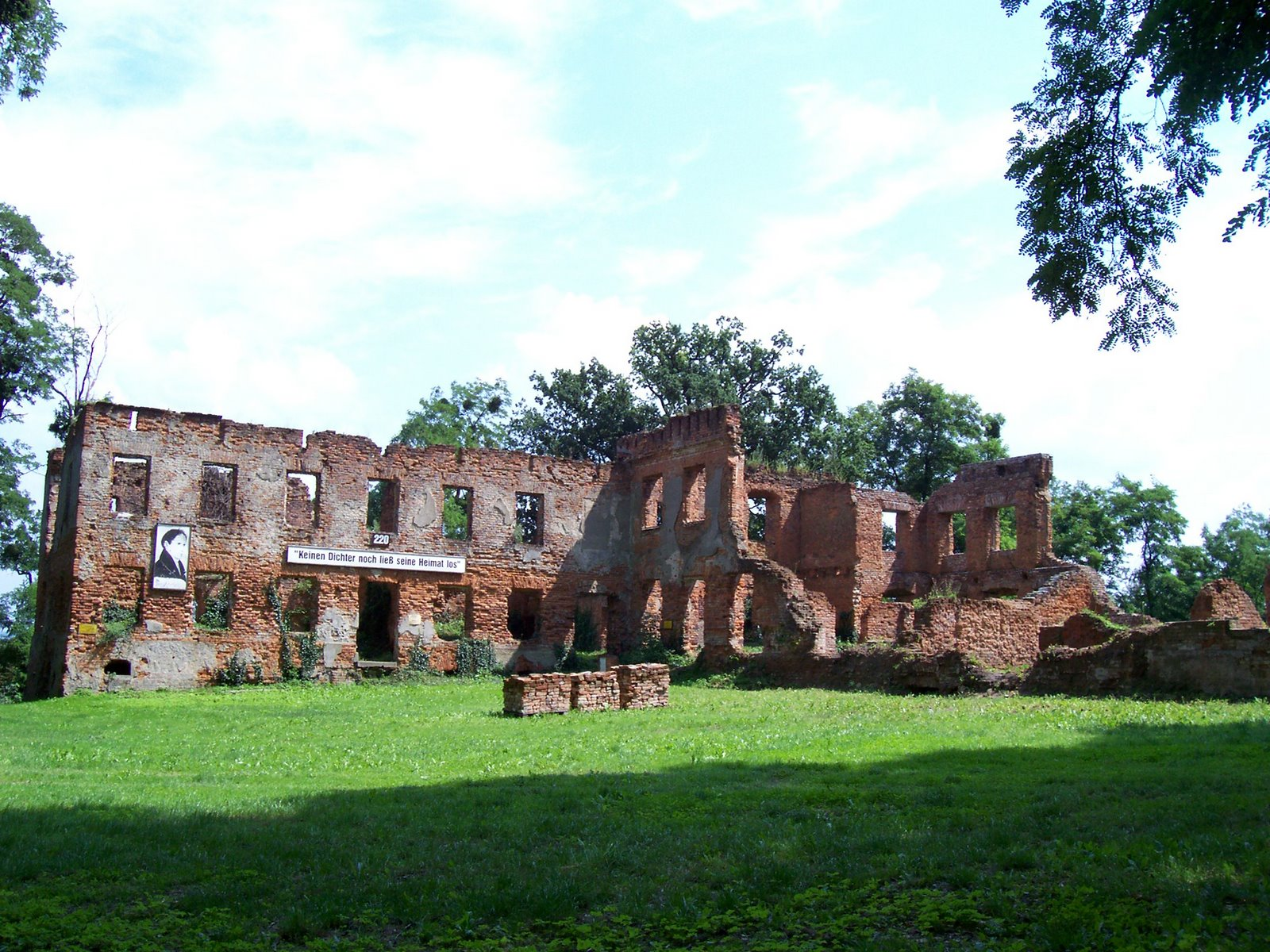
Ruinen des Schlosses Lubowitz

## Bevölkerung
Der größte Teil der deutschen Minderheit Polens lebt in Oberschlesien, besonders im Oppelner Land. Etwa 350.000 Bewohner Oberschlesiens besitzen neben der polnischen die deutsche Staatsangehörigkeit.
Durch den Zugang zu deutschen und deutschsprachigen Medien und zum Deutschunterricht in vielen Schulen seit den 1990er Jahren und durch regelmäßiges Pendeln zur Arbeit in die Bundesrepublik Deutschland entwickelt sich Deutsch (in der Hochsprache) seit einiger Zeit zu einer Zweitsprache.
Alleinige Amtssprache ist die polnische Standardsprache.
Obwohl in Oberschlesien überwiegend Polen, Deutsche und Tschechen leben, gibt es heute eine Gruppe von Oberschlesiern, die sich ausschließlich als Schlesier bezeichnen. Bei der letzten Volkszählung von 2011 waren das 376.000 Personen. Dieses Phänomen hat viele Ursachen, u. a. die historisch stark ausgeprägte eigene Identität der Oberschlesier, die autochthonen Schlesier, die Schlesisch (polnischer Dialekt) als ihre Muttersprache bezeichnen, und auch die Sanktionen durch den polnischen Staat von 1945 bis 1989 gegenüber der Bevölkerung Oberschlesiens.
Die konfessionelle Zusammensetzung der Bevölkerung blieb im Wesentlichen über die Jahre erhalten. Traditionell ist der überwiegende Teil der Oberschlesier römisch-katholischen Glaubens (etwa 95 Prozent), was eine Besonderheit darstellte, da die Mehrheit im östlichen Deutschland (einschließlich Niederschlesiens) protestantisch war. Die evangelische Kirche hat infolge der Vertreibung vieler Gemeindemitglieder noch mehr an Bedeutung verloren – im Jahr 1933 hatte ihr Anteil noch bei rund zehn Prozent gelegen.
Seit den 1990er Jahren ist Oberschlesien sowohl in den Städten als auch auf dem Land von sinkenden Einwohnerzahlen geprägt. Besonders stark fielen in vielen Orten die Einwohnerzahlen in der ersten Hälfte der 2000er Jahre.

## Autonomiebewegung

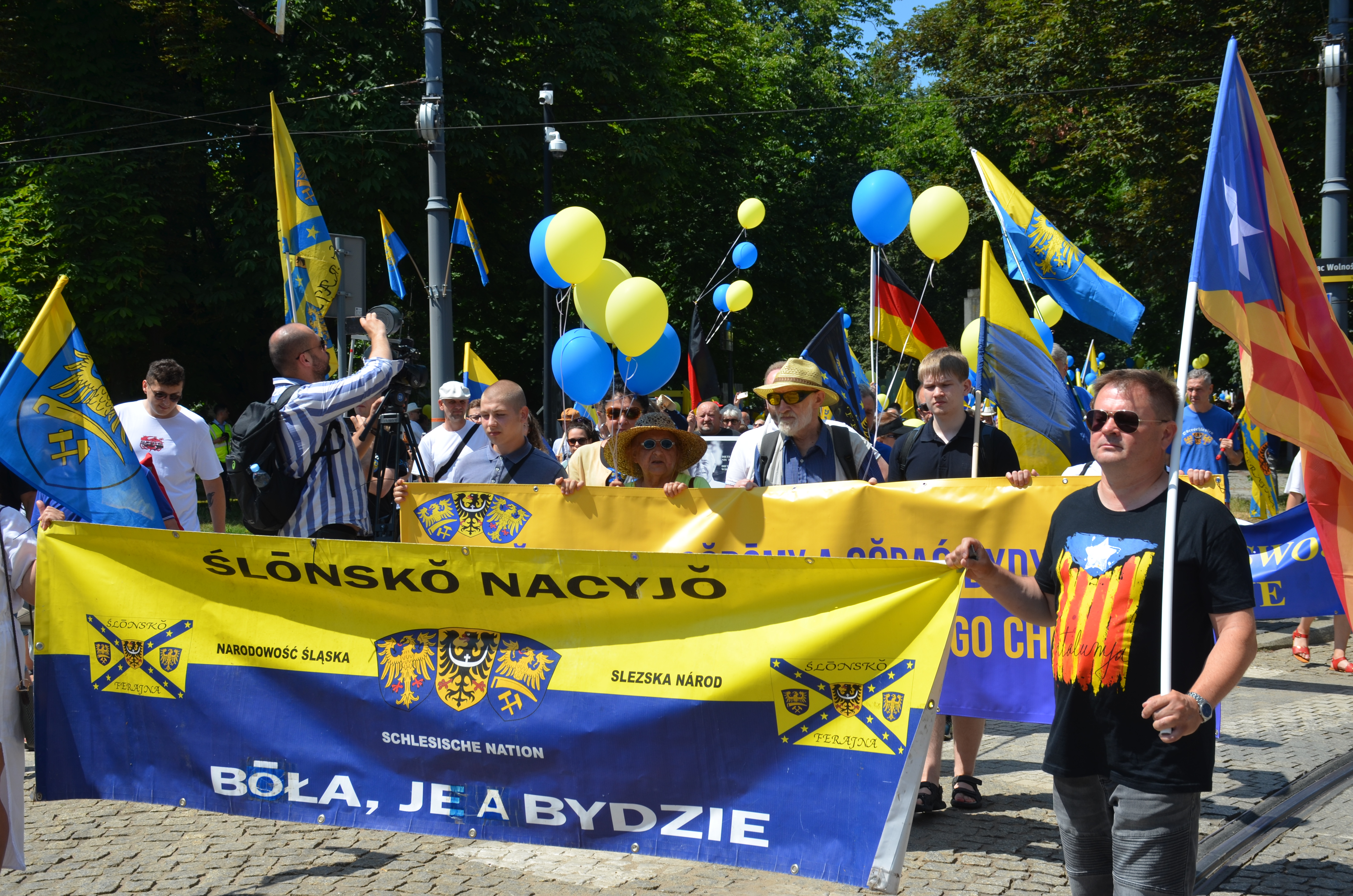
Der Marsch der Autonomie findet seit 2007 jährlich im Juli in Kattowitz statt.

Die Autonomiebewegung ist relativ jung und wurde erst 1990 durch den Vorsitzenden Rudolf Kolodziejczyk in Rybnik ins Leben gerufen. Sie soll an die reichen Traditionen anknüpfen, an die deutsche Zeit, aber auch an 
Schlesien unter der Zweiten Polnischen Republik. Der derzeitige Vorsitzende ist Jerzy Gorzelik. Das Hauptbestreben ist eine bessere Selbstverwaltung der oberschlesischen Provinzen Opolskie (Oppelner Schlesien) und Slaskie (Schlesien).
2010 hatte RAS (Ruch Autonomii Śląska) im Woiwodschaftssejm Schlesiens 8,49 Prozent der Stimmen, also 122.781 Stimmen und drei Mandate. 2014 erhielt die RAS trotz eines Rückgangs auf 7,2 % der Stimmen sogar vier Mandate. Hingegen verlor sie 2018 ihre sämtlichen Sitze.

## Kultur

### Architektur
- Familok (Familien-Block)

### Feiertage
- 4. Dezember: Barbaratag (Feiertag der Bergleute)
- 6. Dezember: Nikolaustag

### Traditionen, Bräuche, Feste

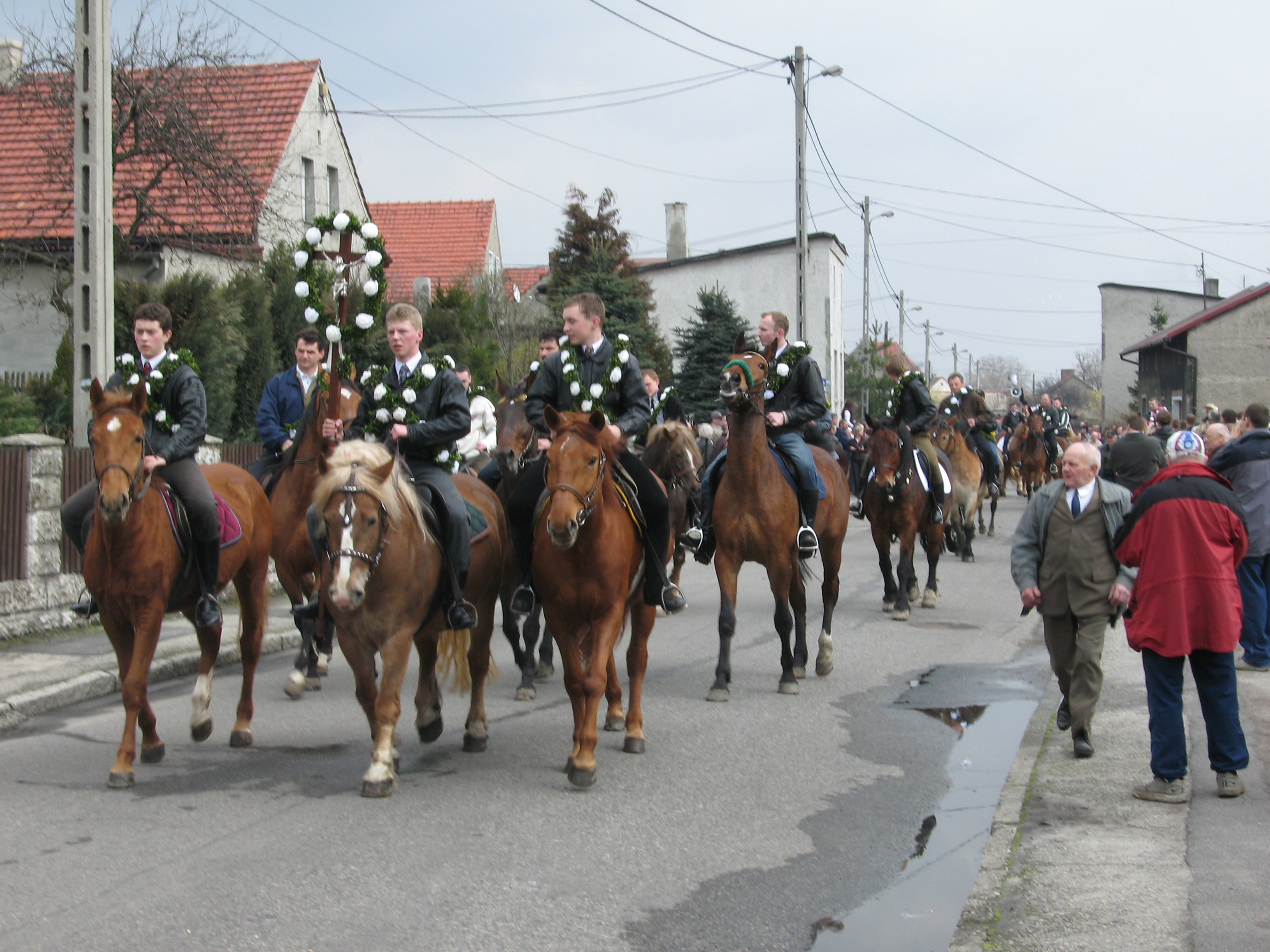
Osterreiten in Ostropa (Gleiwitz)

Ein ländlicher oberschlesischer Faschingsbrauch ist das Winteraustreiben bzw. Bärenführen. Symbolisiert wird der Winter durch eine als Bär verkleidete Person. Dieser wird durch eine als Polizist verkleidete Person festgenommen. Gefolgt von weiteren verkleideten Leuten wird der Bär aus dem Ort verwiesen, wobei vorher von Haus zu Haus gezogen wird. Der Bär soll auch für das Böse stehen, das aus dem Ort herausgebracht wird. In manchen Orten besteht das Bärenkostüm traditionell aus Stroh. In der Fastnachtszeit wird auch der „Babski Comber“ bzw. „Comber“ (aus dem Deutschen: Zampern) gefeiert. Ein Faschingsfest das den Frauen vorbehalten ist, jedoch gewährt man auch den als Frauen verkleideten Männern den Eintritt.
Zu Ostern gibt es verschiedene Bräuche. Ein in ganz Schlesien verbreiteter Brauch am Ostermontag war das Schmackostern. Während man in Niederschlesien die Mädchen mit einer mit Bändern geschmückten Rute schlug, begießt man sie in Oberschlesien meistens mit Wasser, vergleichbar mit dem polnischen Śmigus-dyngus, wodurch auch vom Ostergießen gesprochen wird. Teilweise wurde früher auch das Begießen mit dem Rutenschlagen kombiniert oder es war mancherorts nur die Variante mit der Rute verbreitet. Mit der Polonisierung Oberschlesiens sind die Ruten eher unüblich geworden. Daraufhin erwarten die Jungen (und Männer) ein Geschenk. Meistens sind das bemalte Ostereier oder in heutiger Zeit auch Süßigkeiten, früher hingegen zusätzlich Kuchen, Kaffee und Gelbbrot. Am Osterdienstag können die Mädchen (und Frauen) schmackostern. Ein weiterer Osterbrauch ist das Osterreiten, das heute noch in einigen Orten stattfindet.
Am Erntedankfest, dem in Oberschlesien so genannten Erntefest, findet ein Umzug statt, vorangetragen wird die „Erntekrone“ oder der „Erntekranz“. Zu diesem Anlass werden mehrere Wagen geschmückt und meist lustige Motive gestaltet. Die Leute, die mit diesen Wagen fahren, sind verkleidet. Zusätzlich werden Transparente mit Sprüchen angebracht. Zum Abschluss findet ein Fest mit gemeinsamen Essen, Musik und Tanz statt.
Seit der Wende werden in immer mehr Orten bzw. Gemeinden nach bayerischem Vorbild Oktoberfeste gefeiert.
Bei den Oberschlesiern ist zu Weihnachten die Symbolfigur das Christkind sehr verbreitet. In anderen Regionen in Polen, wie z. B. das angrenzende Kleinpolen, ist dieses Brauchtum unbekannt.
Zu den wichtigsten Familienfesten der Oberschlesier zählen u. a. die Taufe, die erste Kommunion und der Geburtstag, darunter vor allem der erste Geburtstag und der fünfzigste Geburtstag (Abrahamstag), der in Polen wichtige Namenstag hingegen hat keine Bedeutung und wird nicht gefeiert.
Zu einer schlesischen Hochzeit gehören vor der Hochzeitsfeier der Polterabend und am Tag nach dem Hochzeitstag das Nachfeiern.

### Tracht
Trachten wurden in Schlesien bis Mitte des 19. Jahrhunderts getragen. In einigen Regionen und Orten (z. B. in Schönwald) überdauerte die Tradition teilweise bis ins 20. Jahrhundert, doch Trachten galten seitdem im Allgemeinen als altmodisch.
Man unterschied zwischen Alltags-, Sonntags- und Festtagstrachten.
Heute sind Trachten kaum mehr verbreitet und werden ausschließlich von Trachtengruppen getragen oder sind in Museen oder Heimatstuben ausgestellt. Trachten werden bei einigen Volksfesten getragen, haben im Alltag aber keine Bedeutung mehr.

## Medien
Auf dem Gebiet Oberschlesiens sind über TVP Info die Regionalfenster TVP Opole und TVP Katowice des staatlichen polnischen Fernsehens TVP zu empfangen. Darüber hinaus richtet sich der private Fernsehsender TVS an die Zuschauer in der Woiwodschaft Schlesien. Ein weiterer Sender ist TVT.
Regional ausgerichtete Radiosender sind die Sender Polskie Radio Opole und Polskie Radio Katowice des staatlichen Hörfunks Polskie Radio. Ein privater oberschlesischer Sender ist Radio Piekary.
Radio Mittendrin ist ein deutsch-polnischer Internet-Radiosender der deutschen Minderheit.

## Persönlichkeiten

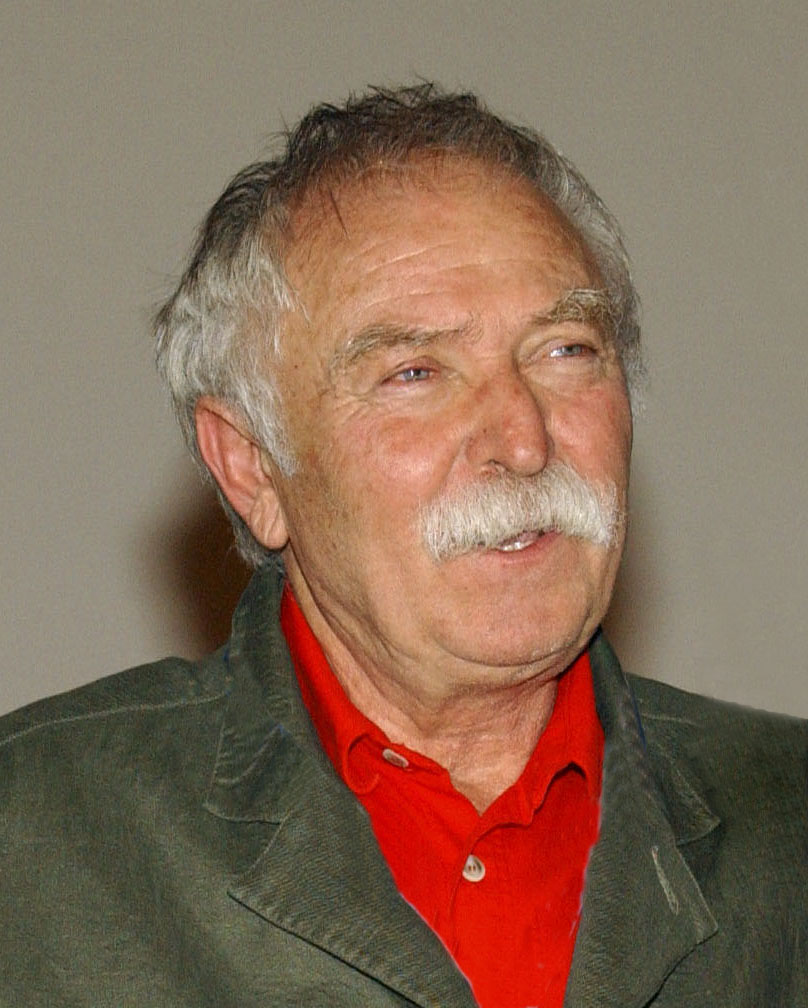
Janosch

Aus Oberschlesien stammen fünf Nobelpreisträger. Otto Stern aus Sohrau wurde 1933 als Jude aus Deutschland vertrieben. Er nahm die US-Staatsbürgerschaft an und war als Wissenschaftler sehr erfolgreich. Er erhielt 1943 als Professor in Pittsburgh den Nobelpreis für Physik. 1963 erhielt die in Katowice geborene Maria Goeppert-Mayer den gleichen Preis. Den Nobelpreis für Chemie erhielt 1950 der in Königshütte geborene Kurt Alder. 1964 erhielt der in Neisse geborene, als junger Wissenschaftler wegen seiner jüdischen Abstammung aus Deutschland vertriebene, später an der Universität Harvard lehrende Professor für Biochemie Konrad Bloch den Nobelpreis für Medizin.
Der in Jakobswalde, Landkreis Cosel, Provinz Schlesien geborene Ernst Friedrich Zwirner war deutscher Architekt und Dombaumeister von Köln.
Oscar Troplowitz, ein deutscher Apotheker, Unternehmer und Kunstmäzen, der in Gleiwitz, Regierungsbezirk Oppeln, Provinz Schlesien geboren wurde und wenige Jahre nach Gründung das Unternehmen Beiersdorf übernahm (1890) und u. a. das weltweit bekannte Markenprodukt „Nivea Creme“ (1911) entwickelte.
Zu den bekanntesten Schriftstellern Oberschlesiens zählen Joseph von Eichendorff, Horst Bienek und der als Janosch bekannte Horst Eckert. Joseph von Eichendorff schuf u. a. die Novelle „Aus dem Leben eines Taugenichts“. Janosch erlangte u. a. Bekanntheit durch seine Erzählung „Oh, wie schön ist Panama“. Horst Bienek schuf mehrere Werke über seine Heimat Gleiwitz und Oberschlesien. Auch im Werk des Schriftstellers Wolfgang Bittner finden sich Bezüge zu seiner Geburtsstadt Gleiwitz und zu Oberschlesien.
Aus Neisse stammt der 1909 geborene Zoologe und Publizist Bernhard Grzimek. Er produzierte von 1956 bis 1980 für die ARD die Fernsehreihe „Ein Platz für Tiere“. Eine weitere berühmte schlesische Persönlichkeit, die ihr Schicksal mit Afrika verband, war Eduard Schnitzer. In die Geschichte ging der Oberschlesier (geboren 1840 in Oppeln) als Emin Pascha ein. Der Afrikaforscher und Gouverneur der sudanesischen Provinz Äquatoria diente unter anderem den Figuren Karl Mays als Vorbild.
Auch der Journalist und Chefredakteur Josef M. Gerwald wurde 1932 in Oberschlesien geboren.
In der mehrheitlich römisch-katholischen Region wurden u. a. die Theologen und Bischöfe Walter Mixa aus Königshütte und Alfons Nossol aus Broschütz bei Walzen geboren.
Zu den namhaftesten oberschlesischen Komponisten zählen Johannes Nucius, Heinrich Schulz-Beuthen, Arnold Mendelssohn, Richard Wetz, Hermann Buchal und Gerhard Strecke. 
Aus Rybnik stammt der 1978 geborene deutsche Pop/Rock-Sänger und Songwriter Thomas Godoj (eigentlich Tomasz Jacek Godoj), der die vom Fernsehsender RTL ausgestrahlte Castingshow Deutschland sucht den Superstar (DSDS) 2008 gewann.
Neben weiteren Fußballspielern stammen Miroslav Klose, in Oppeln geboren, und der in Gleiwitz geborene Lukas Podolski aus Oberschlesien. Beide spielten für die deutsche Nationalmannschaft und wurden im Jahr 2014 Weltmeister.